# Liste der Reichstagsabgeordneten des Deutschen Kaiserreichs (5. Wahlperiode)

## Legislaturperiode
Die Reichstagswahl 1881 war die Wahl zum 5. Deutschen Reichstag und fand am 27. Oktober 1881 statt. Die Legislaturperiode dauerte bis 1884.

## Fraktionen
- Deutschkonservative Partei 50
- Deutsche Reichspartei 28
- Nationalliberale 47
- Liberale Vereinigung (LV) 46
- Deutsche Fortschrittspartei 60
- Deutsche Volkspartei (DtVP) 9
- Zentrumspartei 100
- Sozialdemokraten 12
- Deutsch-Hannoversche Partei (DHP) 10
- Polen 18
- Dänen 2
- Elsaß-Lothringer 15

Sitze 397

## Präsidium
- Präsident: Albert Erdmann Karl Gerhard von Levetzow
- 1. Vizepräsident: Georg Arbogast von und zu Franckenstein
- 2. Vizepräsident: Karl Gustav Ackermann
- Schriftführer: Josef Bernards, Rudolph Wichmann, Gustav Richter, Arthur Eysoldt, Johannes Moritz Wölfel, Hugo Hermes, Eugen Holtzmann, Felix Porsch

Quästoren: Friedrich Franz Kochann, Adolph Hoffmann

## A
- Abt, Friedrich August, Oberlandesgerichtsrat,
WK Niederbayern 3 (Passau, Wegscheid, Wolfstein, Grafenau), Zentrum
- Ackermann, Karl Gustav, Rechtsanwalt,
WK Sachsen 6 (Dresden-Land links der Elbe, Dippoldiswalde), Deutschkonservative Partei
- Adelebsen, Reinhard Friedrich von, Gutsbesitzer,
 WK Hannover 12 (Göttingen, Duderstadt, Münden), Deutsch-Hannoversche Partei, Hospitant des Zentrums
- Adelmannsfelden, Heinrich Adelmann von, Rittergutsbesitzer,
 WK Württemberg 13 (Aalen, Gaildorf, Neresheim, Ellwangen), Zentrum
- Ahlhorn, Gerhard, Gutsbesitzer,
 WK Hannover 2 (Aurich, Wittmund, Leer), Deutsche Fortschrittspartei
- Alten, Victor von, Geheimer Rat a. D.
 WK Hannover 11 (Einbeck, Northeim, Osterode am Harz, Uslar), Deutsch-Hannoversche Partei
- Antoine, Dominique, Tierarzt,
WK Elsaß-Lothringen 14 (Metz), Elsaß-Lothringer (Nachwahl 1882)
- Aretin, Peter Karl von, Herrschaftsbesitzer,
WK Oberbayern 4 (Ingolstadt, Freising, Pfaffenhofen), Zentrum
- Arnim-Boitzenburg, Adolf Graf von, Regierungspräsident,
WK Potsdam 3 (Ruppin, Templin), Deutsche Reichspartei
- Arnold, Christoph, Professor in Marburg,
WK Kassel 5 (Marburg, Frankenberg, Kirchhain), Deutschkonservative Partei
- Arnswaldt-Hardenbostel, Hermann von, Rittergutsbesitzer,
 WK Hannover 6 (Syke, Verden), Deutsch-Hannoversche Partei, Hospitant beim Zentrum
- Arnswaldt-Böhme, Werner von, Rittergutsbesitzer,
 WK Hannover 5 (Melle, Diepholz, Wittlage, Sulingen, Stolzenau), Deutsch-Hannoversche Partei, Hospitant beim Zentrum
- Aufseß, Otto von, Oberregierungsrat,
WK Oberfranken 3 (Forchheim, Kulmbach, Pegnitz, Ebermannstadt), Deutsche Fortschrittspartei (Nachwahl 1883)
- Aulock, Heinrich von, Preußischer Kammerherr,
 WK Oppeln 1, (Kreuzburg, Rosenberg O.S.), Zentrum
- Ausfeld, Carl, Beamter,
WK Sachsen-Weimar-Eisenach 1 (Weimar, Apolda), Deutsche Fortschrittspartei

## B

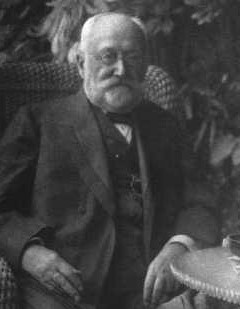
Franz von Ballestrem
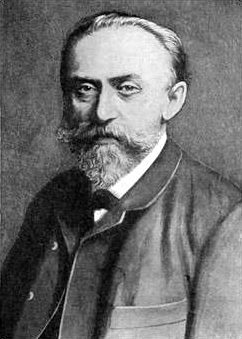
Ludwig Bamberger
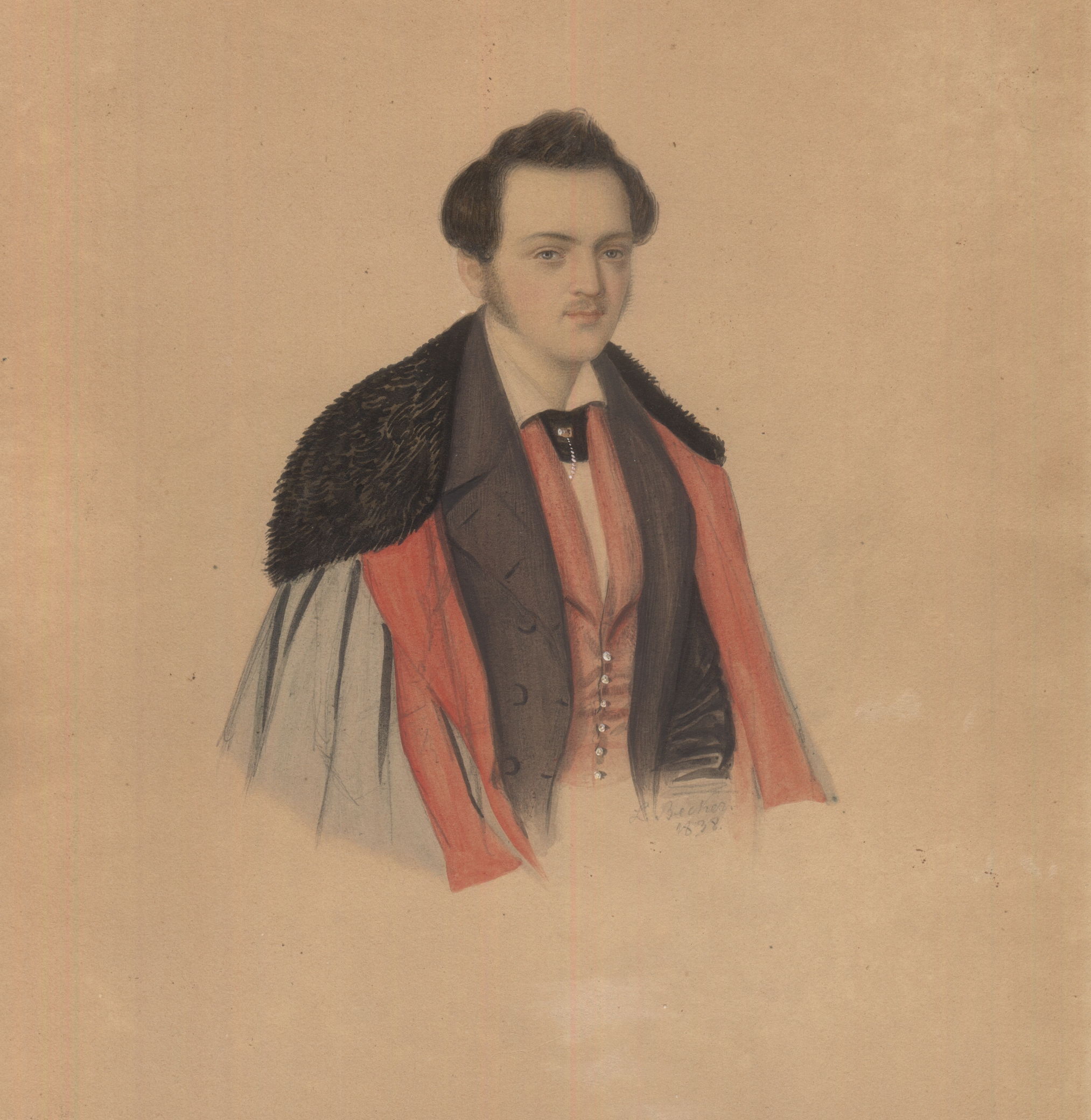
Wilhelm Büchner
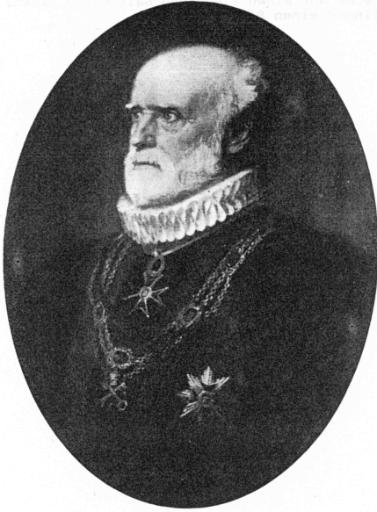
Adam Bock

- Ballestrem, Franz Graf von, Gutsbesitzer und Montanindustrieller,
 WK Oppeln 2 (Oppeln), Zentrum
- Bamberger, Ludwig, Dr. jur., Schriftsteller,
WK Hessen 8 (Bingen, Alzey), Nationalliberale Partei
- Barth, Wilhelm Theodor, Syndikus der Bremer Handelskammer,
WK Sachsen-Coburg-Gotha 2 (Gotha), Liberale Vereinigung
- Baumbach, Karl, Landrat,
WK Sachsen-Meiningen 1 (Meiningen, Hildburghausen), Liberale Vereinigung
- Beaulieu-Marconnay, Wilhelm von, Amtsrichter,
WK Hannover 1 (Emden, Norden, Weener), Nationalliberale Partei
- Bebel, August, Drechslermeister,
WK Hamburg 1, SAPD (Nachwahl 1883)
- Becker, Leo, Gutsbesitzer,
 WK Königsberg 8 (Osterode i. Opr., Neidenburg), Deutsche Reichspartei (ausgeschieden 1883)
- Behm, Christian, Rechtsanwalt und Senator der Stadt Rostock,
WK Mecklenburg-Schwerin 5 (Rostock, Doberan), Deutsche Fortschrittspartei (Nachwahl 18. August 1884)
- Behr, Graf Carl von,
 WK Stralsund 2 (Greifswald, Grimmen), Deutsche Reichspartei (Nachwahl 1883)
- Behr-Negendank, Ulrich von, Preußischer Kammerherr,
 WK Stralsund 1 (Rügen, Stralsund, Franzburg), Deutsche Reichspartei
- Behrend, Raimund, Gutsbesitzer,
 WK Königsberg 10 (Rastenburg, Friedland), Gerdauen, Deutsche Fortschrittspartei
- Beisert, Robert, Kreisgerichtsdirektor a. D.,
 WK Liegnitz, (Goldberg-Haynau), Liberale Vereinigung
- Benda, Robert von, Rittergutsbesitzer,
WK Magdeburg 6 (Wanzleben), Nationalliberale Partei
- Bender, Hermann Joseph, Rentier,
 WK Koblenz 2 (Neuwied), Zentrum
- Bennigsen, Alexander von, Ministerial-Vorstand a. D.,
 WK Hannover 10 (Hildesheim, Marienburg, Alfeld (Leine), Gronau), Deutsch-Hannoversche Partei
- Bennigsen, Rudolf von, Landesdirektor Hannover,
WK Hannover 19 (Neuhaus (Oste), Hadeln, Lehe, Kehdingen, Jork), Nationalliberale Partei
- Bernards, Josef, Landgerichtsrat,
WK Düsseldorf 4 (Düsseldorf), Zentrum
- Bernstorff, Bechtold von, Landrat a. D.,
 WK Hannover 15 (Lüchow, Uelzen, Dannenberg, Bleckede), Deutsch-Hannoversche Partei, Hospitant des Zentrums
- Bernuth, August von, Staatsminister a. D.,
WK Magdeburg 8 (Halberstadt, Oschersleben, Wernigerode), Nationalliberale Partei
- Bezanson, Paul, Maire a. D.,
 WK Elsaß-Lothringen 14 (Metz), Elsaß-Lothringer
- Birkenmayer, Ernst Adolf, Landgerichtsrat,
WK Baden 3 (Waldshut, Säckingen, Neustadt im Schwarzwald), Zentrum
- Blos, Wilhelm, Schriftsteller,
WK Reuß älterer Linie, SAPD
- Blum, Wilhelm, Dr. jur.,
WK Baden 12 (Heidelberg, Mosbach), Nationalliberale Partei
- Bock, Adam, Dr. jur., Gutsbesitzer,
WK Aachen 2 (Eupen, Aachen-Land), Zentrum
- Bockum-Dolffs, Florens, Gutsbesitzer,
 WK Arnsberg 7 (Hamm, Soest), Nationalliberale Partei
- Bodman, Franz von und zu, Grundherr,
 WK Baden 14 (Tauberbischofsheim, Buchen), Zentrum
- Bönninghausen, Julius von, Kreisgerichtsrat,
 WK Münster 3 (Borken, Recklinghausen), Zentrum
- Boettcher, Friedrich, Dr. phil., Publizist,
 WK Waldeck-Pyrmont, Nationalliberale Partei
- Bolza, Moritz, Privatmann,
 WK Pfalz 3 (Germersheim, Bergzabern), Nationalliberale Partei
- Borowski, Rudolph, Domherr Ermland,
WK Königsberg 9 (Allenstein, Rößel), Zentrum
- Bostelmann, Justus, Kaufmann und Landwirt,
WK Hannover 17 (Harburg, Rotenburg in Hannover, Zeven), Nationalliberale Partei
- Brand, Paul von, Gutsbesitzer,
 WK Frankfurt 1 (Arnswalde, Friedeberg), Deutschkonservative Partei
- Brauchitsch, Max von, Geheimer Oberregierungsrat im Innenministerium,
 WK Marienwerder 8 (Deutsch-Krone), Deutschkonservative Partei
- Braun, Karl, Dr. iur., Anwalt in Berlin,
WK Liegnitz 3 (Sagan, Sprottau), Nationalliberale Partei
- Brelie, Eduard von der, Kaufmann,
WK Hannover 14 (Gifhorn, Celle, Peine, Burgdorf), Nationalliberale Partei
- Brenken, Hermann Freiherr von und zu, Rittergutsbesitzer,
 WK Minden 4 (Paderborn, Büren), Zentrum
- Brüel, Ludwig August, Dr., Regierungsrat a. D.,
 WK Hannover 8 (Hannover), Deutsch-Hannoversche Partei, Hospitant des Zentrums
- Buddeberg, Heinrich, Kaufmann,
 WK Sachsen 1 (Zittau), Fortschrittspartei
- Büchner, Wilhelm, Fabrikant,
 WK Hessen 4 (Darmstadt, Groß-Gerau), Deutsche Fortschrittspartei
- Büchtemann, Walter, Eisenbahndirektor a. D.,
 WK Magdeburg 4 (Magdeburg), Deutsche Fortschrittspartei
- Bühler, Gustav von, Domänendirektor,
 WK Württemberg 11 (Hall, Backnang, Öhringen, Neckarsulm, Weinsberg), Deutsche Volkspartei
- Büsing, Otto, Senator a. D.,
 WK Mecklenburg-Schwerin 2 (Schwerin, Wismar), Nationalliberale Partei
- Büxten, Wilhelm, Rentner,
 WK Lippe, Deutsche Fortschrittspartei
- Buhl, Franz Armand, Dr. phil., Gutsbesitzer,
 WK Pfalz 5 (Homburg, Kusel), Nationalliberale Partei
- Bunsen, Georg von, Dr. phil., Schriftsteller,
 WK Liegnitz 8 (Schönau, Hirschberg), Nationalliberale Partei
- Busse, Hermann von, Landrat a. D.,
 WK Köslin 5 (Neustettin), Deutschkonservative Partei

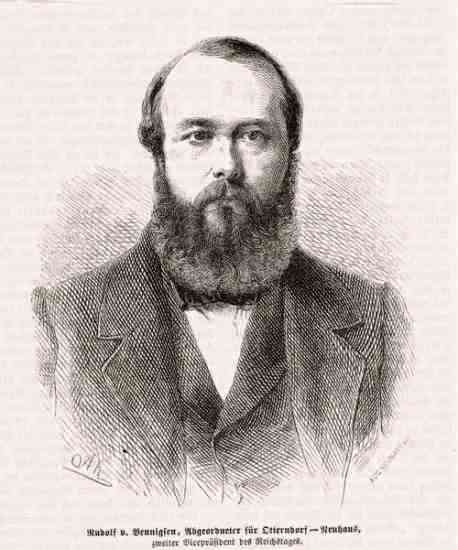
Rudolf von Bennigsen
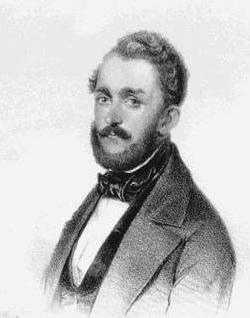
Florens von Bockum-Dolffs
Wilhelm Blos
Franz Armand Buhl

## C

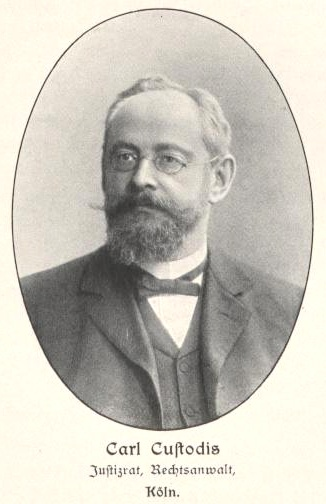
Karl Custodis

- Johann Anton Graf Chamaré, Erbherr,
 WK Breslau 15 (Frankenstein, Münsterberg), Zentrum
- Chlapowski, Casimir von, Rittergutsbesitzer,
 WK Posen 5 (Kröben), Polnische Fraktion
- Chlapowski, Stanislaus von, Rittergutsbesitzer,
 WK Posen 6 (Fraustadt, Lissa), Polnische Fraktion
- Clauswitz, Justus, Obertribunalrat Berlin,
 WK Merseburg 1 (Liebenwerda, Torgau), Deutsche Reichspartei
- Colmar-Meyenburg, Axel von, Landrat und Rittergutbesitzer,
 WK Bromberg 1 (Czarnikau, Filehne, Kolmar in Posen), Deutschkonservative Partei
- Cronemeyer, Adolph Bernhard, Kaufmann,
WK Hannover 19 (Hadeln, Lehe), Nationalliberale Partei (Nachwahl 1883)
- Custodis, Karl, Rechtsanwalt,
 WK Köln 1 (Köln-Stadt), Zentrum
- Czarlinski, Leon von, Rittergutsbesitzer,
 WK Marienwerder 6 (Konitz, Tuchel), Polnische Fraktion

## D

Johann Heinrich Wilhelm Dietz
Adolph von Dietze
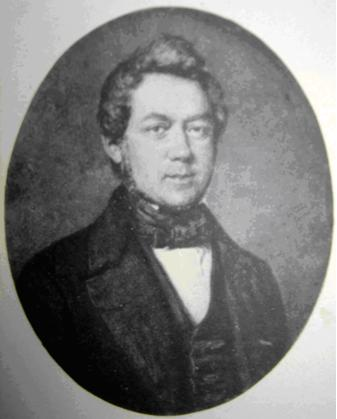
Jean Dollfus
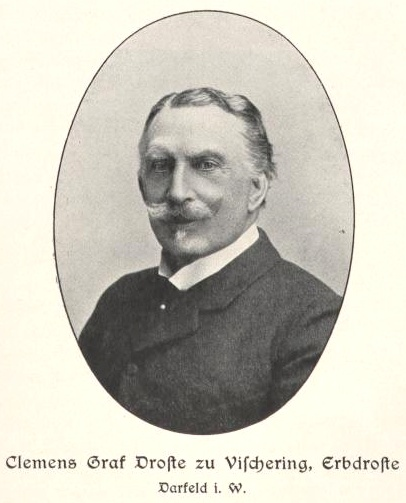
Clemens Droste zu Vischering

- Dalwigk-Lichtenfels, Franz von, Rittergutsbesitzer,
 WK Düsseldorf 12 (Neuss, Grevenbroich), Zentrum
- Dieden, Christian, Weingutbesitzer,
 WK Trier 2 (Wittlich, Bernkastel), Zentrum
- Diendorfer, Johann Evangelist, Lehrer,
WK Niederbayern 3 (Passau), Zentrum (Nachwahl 1882)
- Dietrich, Eugène de, Eisenhüttenbesitzer,
 WK Elsaß-Lothringen 10 (Hagenau, Weißenburg), Elsaß-Lothringer
- Johann Heinrich Wilhelm Dietz, Schriftsetzer,
 WK Hamburg 2 (Altstadt, St. Georg, Hammerbrook), SAPD
- Dietze, Gustav Adolph von, Amtsrat und Rittergutbesitzer,
 WK Magdeburg 7 (Aschersleben, Quedlinburg, Calbe an der Saale), Deutsche Reichspartei
- Dietze, Johann Gottfried, Landwirt,
 WK Sachsen 13 (Leipzig-Land, Taucha, Markranstädt, Zwenkau), Deutsche Reichspartei
- Dirichlet, Walter, Gutsbesitzer,
 WK Gumbinnen 7 (Sensburg, Ortelsburg), Deutsche Fortschrittspartei
- Dönhoff, August von, Mitglied des Herrenhauses,
 WK Königsberg 4 (Fischhausen, Königsberg-Land), Deutschkonservativ
- Dohna-Finckenstein, Rodrigo Otto Heinrich Graf zu, Landrat a. D. und Fideikommissherr,
WK Marienwerder 2 (Rosenberg (Westpr.), Löbau), Deutschkonservative Partei
- Dohrn, Heinrich, Dr. phil., Stadtrat Stettin,
 WK Stettin 2 (Ueckermünde, Usedom-Wollin), Nationalliberale Partei
- Dollfus, Johann, Fabrikbesitzer,
 WK Elsaß-Lothringen 2 (Mülhausen), Elsaß-Lothringer
- Droste zu Vischering, Clemens Heidenreich, Erbdroste im Fürstentum Münster,
 WK Kassel 7 (Fulda, Schlüchtern, Gersfeld), Zentrum

## E
- Ebert, Karl Friedrich, Ritterguts- und Steinkohlenwerksbesitzer,
 WK Sachsen 19 (Stollberg, Schneeberg), Deutschkonservative Partei
- Eberty, Eduard Gustav, Syndikus und Stadtrat in Berlin,
 WK Erfurt 3 (Mühlhausen, Langensalza, Weißensee), Liberale Vereinigung
- Edler, Ludwig Richard, Pfarrer,
WK Oppeln 6 (Kattowitz, Zabrze), Zentrum
- Engel, Adolf von, Majoratsherr,
WK Mecklenburg-Schwerin 4 (Waren, Malchin), Deutschkonservative Partei
- Eysoldt, Arthur, Advokat und Notar,
WK Sachsen 8 (Pirna, Sebnitz), Deutsche Fortschrittspartei

## F

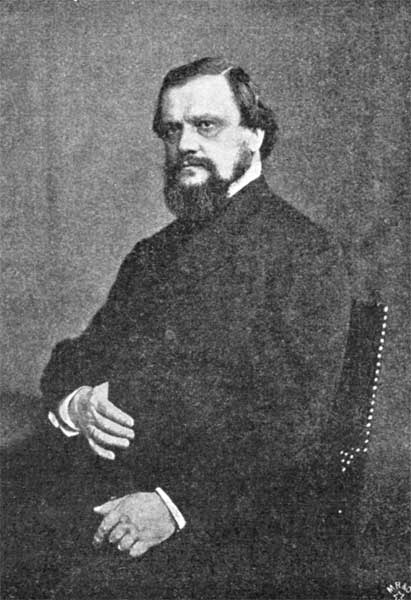
Adalbert Falk
Friedrich Feustel
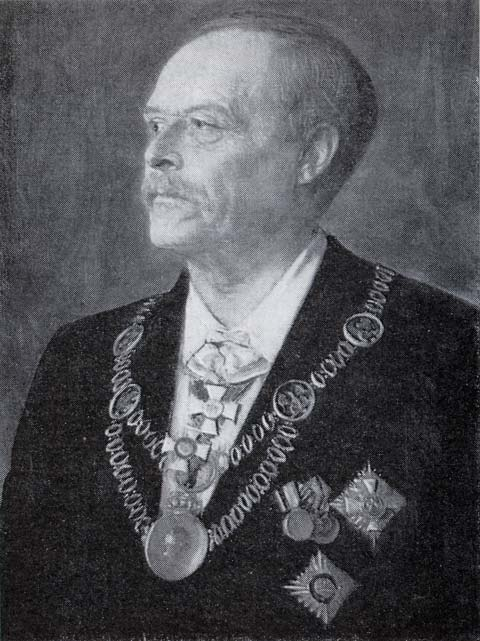
Max von Forckenbeck

- Fährmann, Gustav, Fabrikant und Gutsbesitzer,
WK Sachsen 2 (Löbau), Deutsche Fortschrittspartei
- Falk, Adalbert, Dr. jur., Staatsminister,
 WK Liegnitz 4 (Lüben, Bunzlau), Nationalliberale Partei
- Feustel, Friedrich, Bankier,
WK Oberfranken 2 (Bayreuth, Wunsiedel, Berneck), Nationalliberale Partei
- Fichtner, Gregor, Papierfabrikant,
 WK Oberbayern 7 (Rosenheim, Ebersberg, Miesbach, Tölz), Zentrum
- Flügge, Wilhelm, Rittergutsbesitzer,
 WK Stettin 6 (Naugard, Regenwalde), Deutschkonservative Partei
- Forckenbeck, Max von, Rechtsanwalt,
WK Magdeburg 5 (Neuhaldensleben, Wolmirstedt), Nationalliberale Partei
- Franckenstein, Georg Arbogast Freiherr von und zu,
 WK Unterfranken 3 (Lohr, Karlstadt, Hammelburg, Marktheidenfeld, Gemünden), Zentrum
- Franz, Adolph, Dr. theol., Redakteur,
WK Oppeln 3 (Groß Strehlitz, Kosel), Zentrum
- Frege, Arnold Woldemar, Dr., Rittergutsbesitzer,
 WK Sachsen 14 (Borna, Geithain, Rochlitz), Deutschkonservative Partei
- Freyberg-Eisenberg, Rudolph von, Landwirt,
WK Schwaben 3 (Dillingen), Zentrum (Nachwahl 1883)
- Freytag, Andreas, Rechtsanwalt,
 WK Schwaben 1(Augsburg, Wertingen), Zentrum
- Frieß, Karl, Rechtsanwalt und Notar,
 WK Kassel 4 (Eschwege, Schmalkalden, Witzenhausen), Deutsche Fortschrittspartei
- Fritzen, Aloys,
WK Aachen 1 (Schleiden, Malmedy, Montjoie), Zentrum
- Frohme, Karl, Schriftsteller,
 WK Kassel 8 (Hanau, Gelnhausen), SAPD
- Fürth, Hermann Ariovist von, Landgerichtsrat,
WK Aachen 5 (Geilenkirchen, Heinsberg, Erkelenz), Zentrum

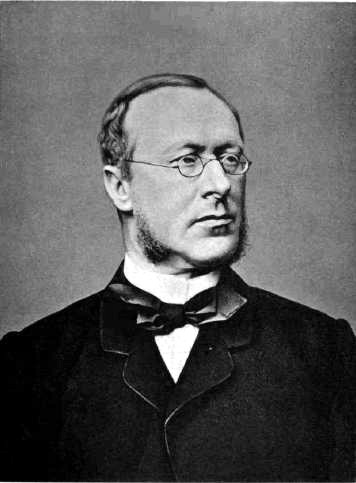
Georg Arbogast von Franckenstein
Aloys Fritzen
Karl Frohme

## G

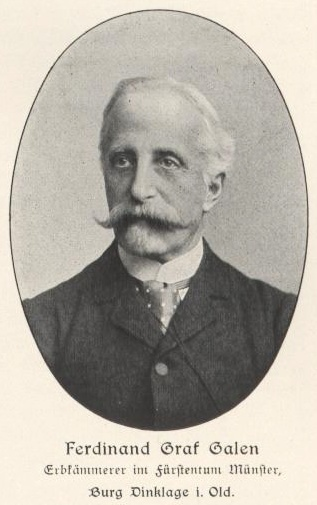
Ferdinand von Galen
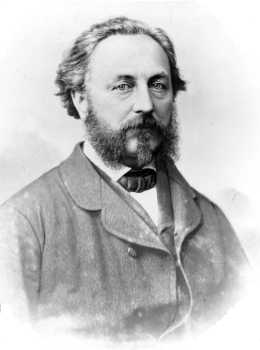
Robert Gerwig
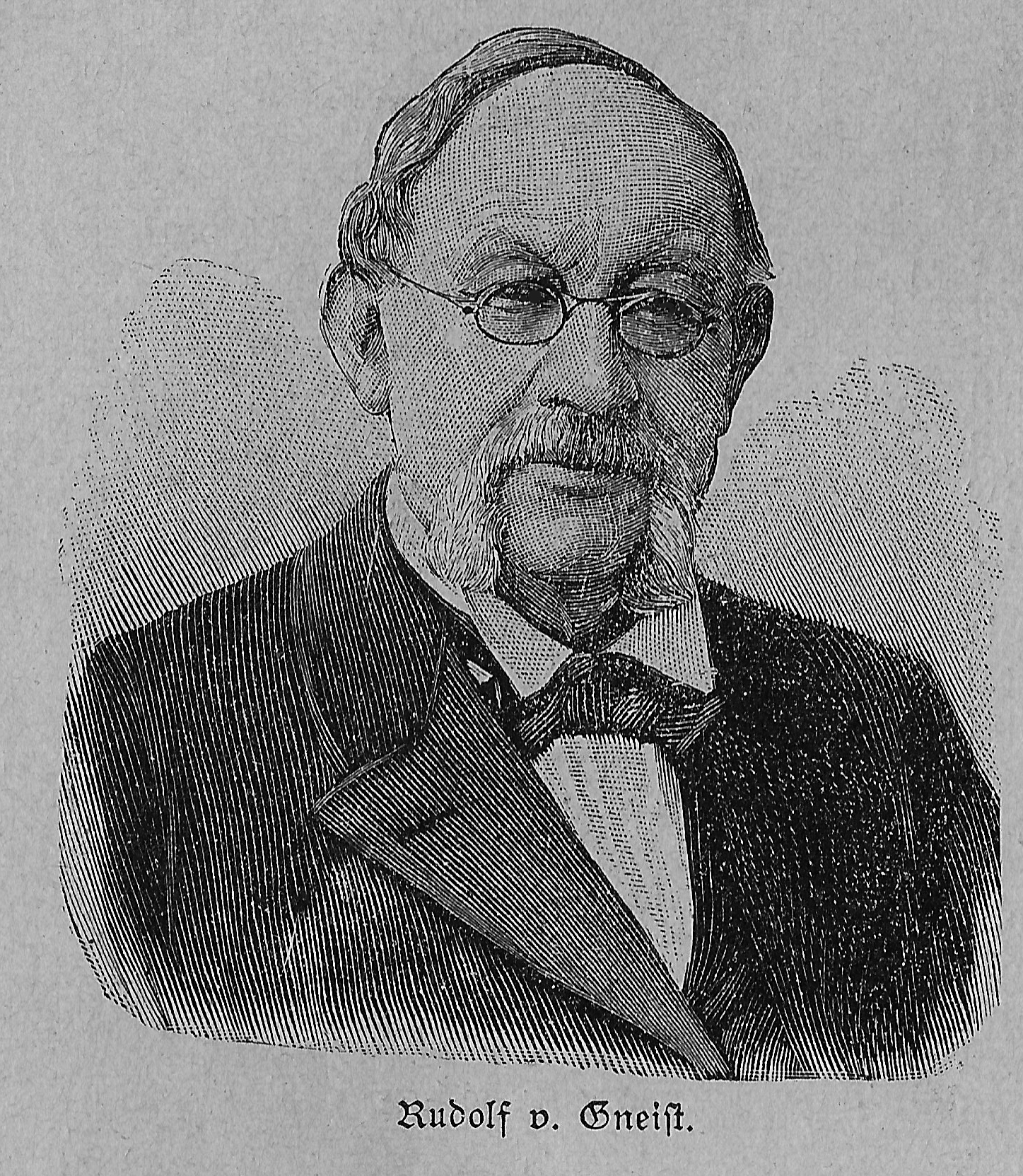
Rudolf von Gneist

- Gagern, Friedrich von, Gutsbesitzer,
WK Oberfranken 4 (Kronach, Staffelstein, Lichtenfels, Stadtsteinach, Teuschnitz), Zentrum
- Galen, Ferdinand Heribert von, Erbkämmerer des Fürstentums Münster,
 WK Oldenburg 3 (Vechta, Delmenhorst, Cloppenburg, Wildeshausen, Berne, Friesoythe), Zentrum
- Gehren, Otto von, Landrat,
WK Kassel 3 (Fritzlar, Homberg, Ziegenhain), Deutschkonservative Partei
- Geiger, Josef, Landgerichtsrat,
WK Oberbayern 6, (Weilheim, Werdenfels, Bruck, Landsberg, Schongau), Zentrum
- Geiser, Bruno, Schriftsteller,
WK Sachsen 16 (Chemnitz), SAPD
- Gerlach, August von, Landrat und Gutsbesitzer,
WK Köslin 3 (Köslin, Kolberg-Körlin, Bublitz), Deutschkonservative Partei
- Germain, Charles, Advokat und Grundbesitzer,
 WK Elsaß-Lothringen 15 (Saarburg, Chateau-Salins), Elsaß-Lothringer
- Gerwig, Robert, Baudirektor,
 WK Baden 2 (Donaueschingen, Villingen), Nationalliberale Partei
- Gielen, Victor, Kaufmann,
 WK Aachen 3 (Aachen-Stadt), Zentrum
- Gieschen, Heinrich, Rechtsanwalt,
 WK Schleswig-Holstein 6 (Pinneberg, Segeberg), Deutsche Fortschrittspartei
- Gise, August von, Gutsbesitzer,
 WK Oberpfalz 2 (Amberg, Nabburg, Sulzbach, Eschenbach), Zentrum
- Gneist, Rudolph, Dr. jur., Professor Universität Berlin,
 WK Liegnitz 7 (Landeshut, Jauer, Bolkenhain), Nationalliberale Partei
- Göler von Ravensburg, Ernst, Badischer Kammerherr,
 WK Baden 13 (Bretten, Sinsheim), Deutschkonservative Partei
- Görtz, Christoph, Gerichts-Direktor a. D.,
WK Lübeck, Deutsche Fortschrittspartei
- Goldenberg, Alfred, Fabrikbesitzer,
WK Elsaß-Lothringen 11 (Zabern), Elsaß-Lothringer
- Goldschmidt, Johannes Friedrich, Brauereidirektor,
WK Breslau 5 (Ohlau, Strehlen, Nimptsch), Liberale Vereinigung
- Goßler, Gustav von, Landrat,
 WK Gumbinnen 4 (Stallupönen, Goldap, Darkehmen), Deutschkonservative Partei
- Grad, Charles, Geologe und Unternehmer,
 WK Elsaß-Lothringen 3 (Kolmar), Elsaß-Lothringer
- Grand-Ry, Andreas von, Gutsbesitzer,
 WK Koblenz 6 (Adenau, Cochem, Zell), Zentrum
- Greve, Heinrich, Arzt,
 WK Magdeburg 3 (Jerichow I, Jerichow II), Deutsche Fortschrittspartei
- Grieninger, Friedrich, Bankier,
 WK Mittelfranken 6 (Rothenburg ob der Tauber, Neustadt an der Aisch), Liberale Vereinigung
- Grillenberger, Karl, Korrektor in einer Druckerei,
 WK Mittelfranken 1 (Nürnberg), SAPD
- Grimm, Karl, Anwalt,
WK Kassel 5 (Marburg), Deutschkonservative Partei (Nachwahl 1883)
- Groß, Ludwig, Dr. med., Arzt und Gutsbesitzer,
 WK Pfalz 1 (Speyer, Ludwigshafen, Frankenthal), Nationalliberale Partei
- Gruben, Franz Josef von, Domänenverwalter,
 WK Oberpfalz 1 (Regensburg, Burglengenfeld, Stadtamhof), Zentrum
- Grütering, Heinrich, Kreisrichter Dinslaken,
 WK Düsseldorf 7 (Moers, Rees), Zentrum
- Günther, Siegmund, Dr. phil., Gymnasialprofessor,
 WK Berlin 5 (Spandauer Vorstadt, Friedrich-Wilhelm-Stadt, Königsstadt-West), Deutsche Fortschrittspartei
- Günther, Theodor, Rittergutsbesitzer,
WK Sachsen 11 (Oschatz, Wurzen, Grimma), Deutsche Reichspartei
- Guerber, Joseph, Kanoniker,
 WK Elsaß-Lothringen 4 (Gebweiler), Elsaß-Lothringer
- Gutfleisch, Egid, Rechtsanwalt,
 WK Hessen 1 (Gießen, Grünberg, Nidda), Liberale Vereinigung

Ludwig Groß
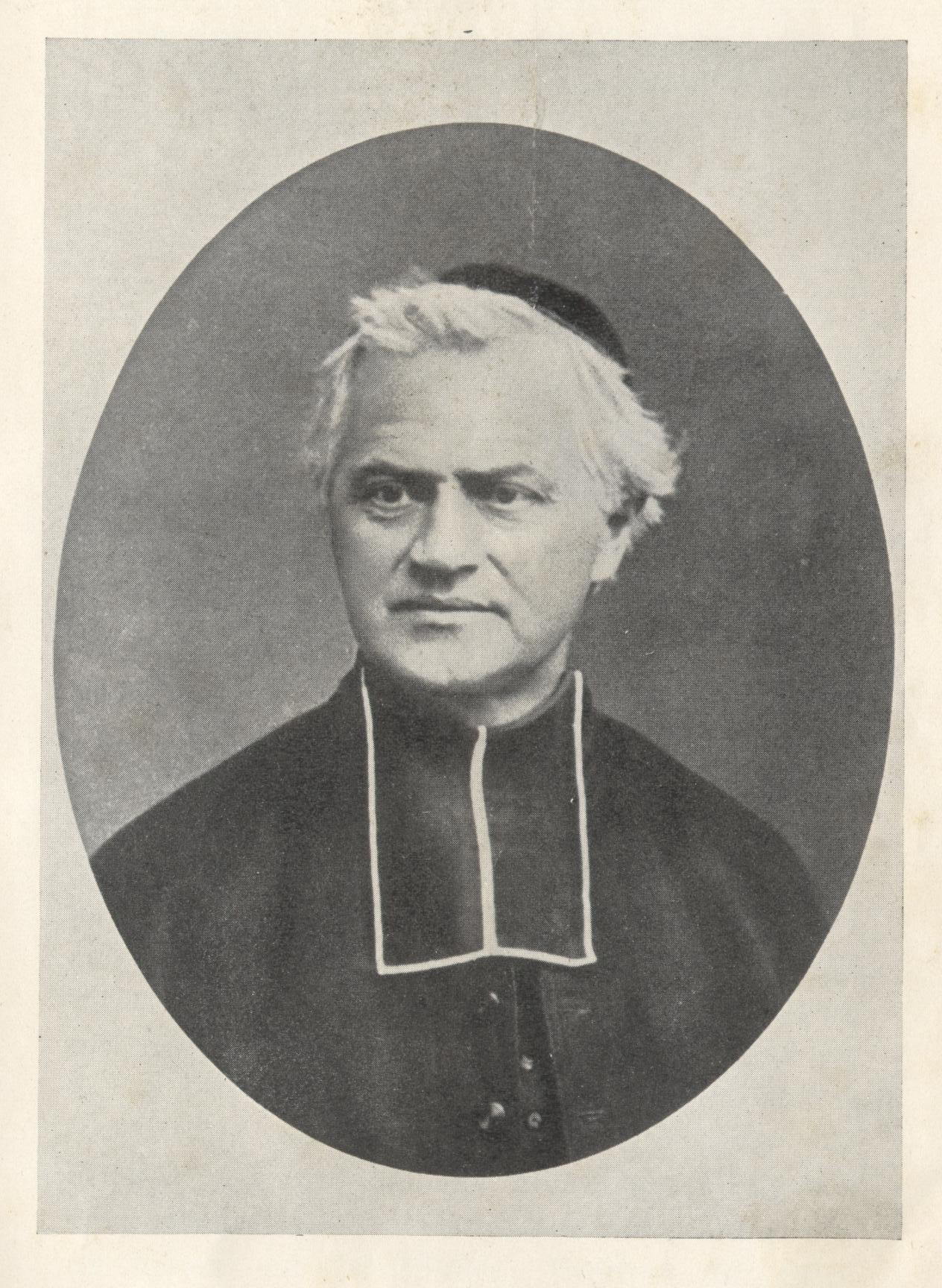
Joseph Guerber
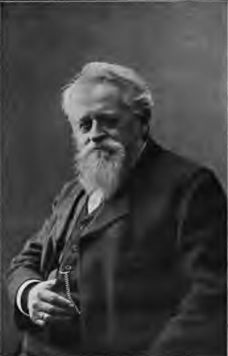
Siegmund Günther

## H

Albert Hänel
Friedrich Hammacher
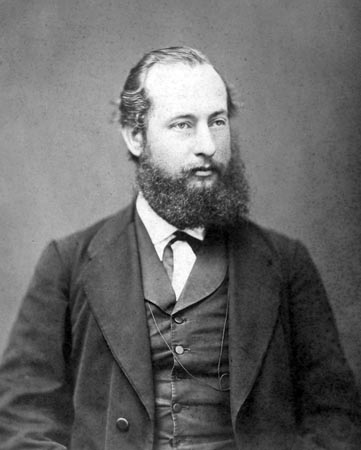
Wilhelm Hasenclever
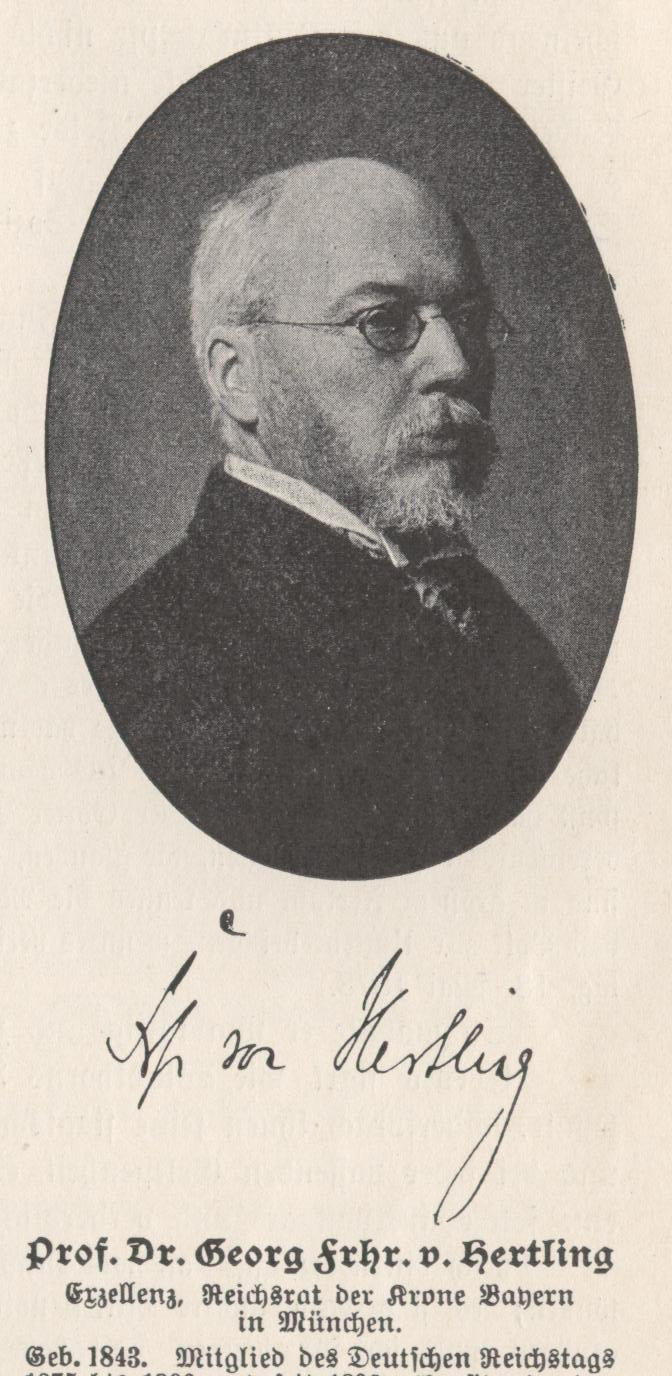
Georg von Hertling

- Haanen, Bartholomäus, Kaufmann,
 WK Trier 4 (Saarlouis, Merzig, Saarburg), Zentrum
- Haehnle, Hans, Fabrikant,
WK Württemberg 14 (Ulm), Deutsche Volkspartei (Nachwahl 1882)
- Hänel, Albert, Dr. jur., Professor Kiel,
WK Schleswig-Holstein 7 (Kiel, Rendsburg), Deutsche Fortschrittspartei
- Härle, Georg, Privatier,
WK Württemberg 3 (Heilbronn, Besigheim, Brackenheim), Deutsche Volkspartei
- Hammacher, Friedrich, Dr. jur., Rentier,
WK Düsseldorf 6 (Duisburg, Mülheim an der Ruhr, Ruhrort, Oberhausen), Nationalliberale Partei
- Hammer, Rudolf, Bürgermeister Brandenburg,
WK Potsdam 8 (Brandenburg an der Havel, Westhavelland), Liberale Vereinigung
- Hammerstein, Wilhelm Joachim von, Rittergutsbesitzer,
WK Köslin 1 (Stolp, Lauenburg in Pommern), Deutschkonservative Partei
- Hamspohn, Johann, Kaufmann,
WK Schaumburg-Lippe, Deutsche Fortschrittspartei
- Handjery, Nicolaus von, Landrat,
WK Potsdam 10 (Teltow, Beeskow-Storkow), Deutschkonservative Partei
- Hartmann, Karl Alwin, Staatsanwalt,
WK Sachsen 23 (Plauen, Oelsnitz, Klingenthal), Deutschkonservative Partei
- Hasenclever, Wilhelm, Redakteur,
WK Breslau 6 (Breslau-Ost), SAPD
- Hatzfeldt-Trachtenberg, Hermann Fürst von, Herrschaftsbesitzer,
WK Breslau 2 (Militsch, Trebnitz), Deutsche Reichspartei
- Heereman von Zuydwyck, Clemens von, Rittergutsbesitzer,
WK Münster 2 (Münster, Coesfeld), Zentrum
- Hempel, Karl, Guts- und Ziegeleibesitzer,
 Bromberg 3 (Bromberg), Deutsche Fortschrittspartei
- Hermes, Hugo, Rentier,
WK Mecklenburg-Schwerin 3 (Parchim, Ludwigslust), Deutsche Fortschrittspartei
- Hermes, Otto, Direktor des Berliner Aquariums,
WK Potsdam 1 (Westprignitz), Deutsche Fortschrittspartei
- Hertling, Georg von, Dr. phil., Universitätsdozent Bonn,
WK Koblenz 3 (Koblenz, St. Goar), Zentrum
- Herz, Carl, Bezirksgerichtsrat,
WK Oberfranken 3 (Forchheim, Kulmbach, Pegnitz, Ebermannstadt), Deutsche Fortschrittspartei (Ausgeschieden 1883)
- Heydemann, Karl, Landgerichtsrat,
WK Mecklenburg-Schwerin 6 (Güstrow, Ribnitz), Nationalliberale Partei
- Hirschberger, Traugott, Mühlbaumeister,
WK Frankfurt 9 (Cottbus, Spremberg), Deutsche Fortschrittspartei
- Hirsch, Max, Dr. phil., Schriftsteller,
WK Reuß jüngerer Linie, Deutsche Fortschrittspartei
- Hobrecht, Arthur, Staatsminister a. D.,
WK Marienwerder 1 (Marienwerder, Stuhm), Nationalliberale Partei
- Hoenika, Oswald von, Rittergutsbesitzer,
WK Breslau 4 (Namslau, Brieg), Liberale Vereinigung
- Hoensbroech, Wilhelm von und zu, Rittergutsbesitzer,
WK Düsseldorf 7 (Moers, Rees), Zentrum (Nachwahl 1883)
- Hoffmann, Adolph, Stadtrichter Berlin,
 WK Schwarzburg-Rudolstadt, Deutsche Fortschrittspartei
- Hohenlohe-Öhringen, Christian Kraft zu, Industrieller,
WK Oppeln 1, (Kreuzburg, Rosenberg O.S.), Deutschkonservative Partei (Nachwahl 1883)
- Holstein, Conrad Graf von, Gutsbesitzer
WK Schleswig-Holstein 9 (Oldenburg in Holstein, Plön), Deutschkonservative Partei
- Holtzmann, Eugen, Fabrikbesitzer,
WK Sachsen 21 (Annaberg, Schwarzenberg, Johanngeorgenstadt), Nationalliberale Partei
- Hompesch-Rurich, Alfred Graf von, Rittergutsbesitzer,
WK Aachen 4 (Düren, Jülich), Zentrum
- Horn, Albert, fürstbischöflicher Stiftsassessor,
 WK Oppeln 12 (Neisse), Zentrum
- Horneck von Weinheim, Heinrich, Gutsbesitzer,
 WK Oberfranken 5 (Bamberg, Höchstadt), Zentrum
- Horwitz, Heinrich Joseph, Rechtsanwalt,
WK Merseburg 1 (Torgau), Deutsche Fortschrittspartei (Nachwahl 1883)
- Huchting, Arnold, Gemeindevorsteher,
 WK Oldenburg 2 (Jever, Brake, Westerstede, Varel, Elsfleth, Landwürden), Deutsche Fortschrittspartei
- Huene, Karl von, Rittergutsbesitzer,
WK Breslau 12 (Glatz), Zentrum (Nachwahl 1884)
- Hüter, Karl, Professor der Chirurgie,
 WK Stralsund 2 (Greifswald, Grimmen), Deutsche Fortschrittspartei

Max Hirsch
Arthur Hobrecht
A. Hompesch

## J
- Jacobi, Ludwig, Geheimer Regierungsrat,
 WK Liegnitz 6 (Grünberg, Freystadt), Nationalliberale Partei
- Janson, Jean, Gutsbesitzer,
 WK Pfalz 6 (Kaiserslautern, Kirchheimbolanden), Nationalliberale Partei
- Jaunez, Eduard, Tonwarenfabrikant,
WK Elsaß-Lothringen 12 (Saargemünd, Forbach), Elsaß-Lothringer
- Jazdzewski, Ludwig von, Dr. theol., Professor und Probst,
WK Posen 9 (Krotoschin, Koschmin), Polnische Fraktion
- Jegel, Wilhelm, Bürgermeister Wendelstein,
WK Mittelfranken 3 (Ansbach, Schwabach, Heilsbronn), Liberale Vereinigung
- Johannsen, Gustav, Redakteur und Zeitungsverleger,
WK Schleswig-Holstein 2 (Apenrade, Flensburg), Däne

## K

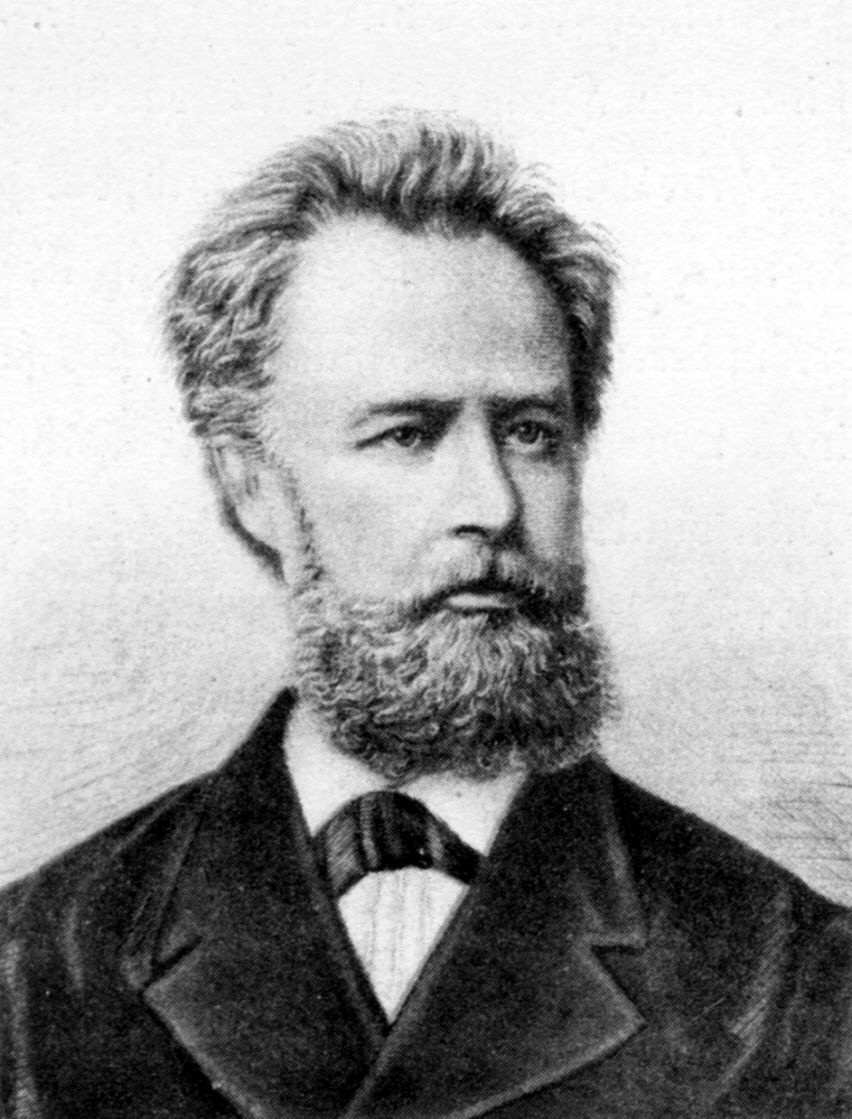
Friedrich Kapp
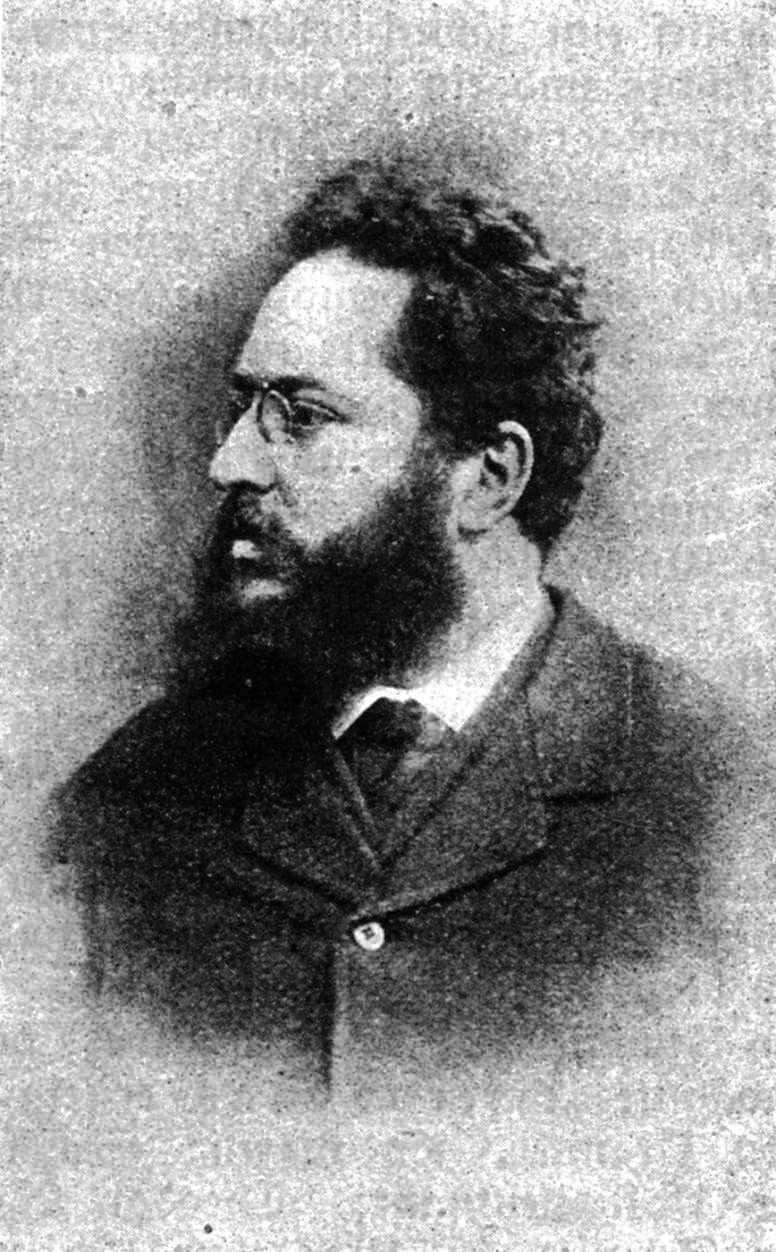
Max Kayser
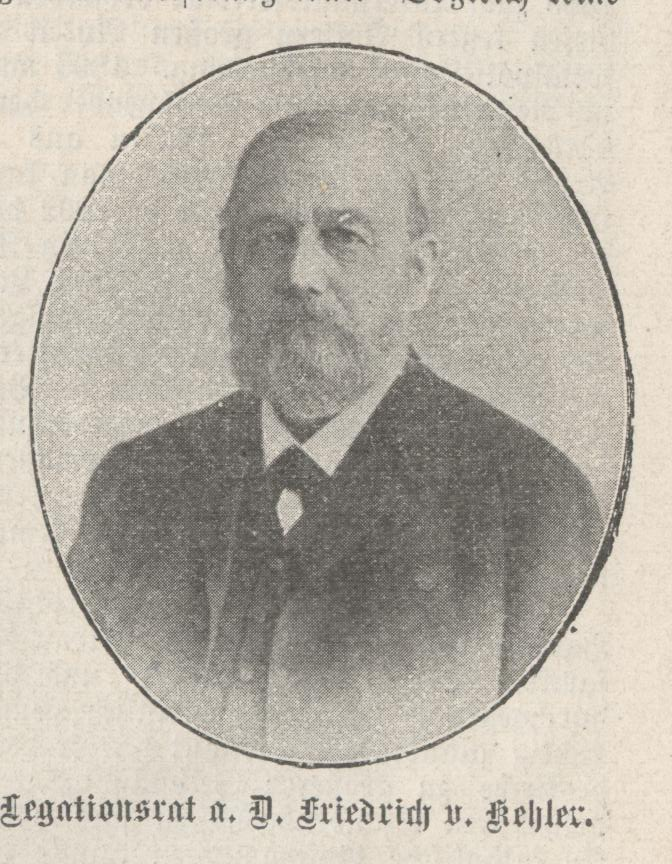
Friedrich von Kehler
Ernst-Matthias von Köller

- Kablé, Jacques, Versicherungsdirektor,
WK Elsaß-Lothringen 8 (Straßburg-Stadt), Elsaß-Lothringer
- Kämpffer, Eduard, Baumeister,
WK Sachsen 7 (Meißen), Deutsche Fortschrittspartei (Nachwahl 1882)
- Kageneck, Heinrich von, Majoratsherr,
WK Baden 5 Freiburg, (Emmendingen), Zentrum
- Kalkstein, Anton von, Rittergutsbesitzer,
WK Danzig 4 (Neustadt (Westpr.), Putzig, Karthaus), Polnische Fraktion
- Kalkstein, Michael von, Rittergutsbesitzer,
 WK Danzig 5 (Berent, Preußisch Stargard, Dirschau), Polnische Fraktion
- Kapp, Friedrich, Dr., Privatmann,
 WK Magdeburg 1 (Salzwedel, Gardelegen), Liberale Vereinigung
- Kardorff, Wilhelm von,
 WK Breslau 3 (Groß Wartenberg, Oels), Deutsche Reichspartei
- Karsten, Gustav, Dr., Professor Kiel,
WK Schleswig-Holstein 8 (Altona, Stormarn), Deutsche Fortschrittspartei
- Kayser, Max, Redakteur,
WK Sachsen 9 (Freiberg, Hainichen), SAPD
- Kehler, Friedrich von, Legationsrat a. D.,
 WK Düsseldorf 10 (Gladbach), Zentrum
- Kessel, Guido von, Rittergutsbesitzer,
 WK Breslau 1 (Guhrau, Steinau, Wohlau), Deutschkonservative Partei
- Kesseler, Eugen von, Rittergutsbesitzer,
 WK Köln 4 (Rheinbach, Bonn), Zentrum
- Kleist, Conrad von, Rittergutsbesitzer,
 WK Köslin 4 (Belgard, Schivelbein, Dramburg), Deutschkonservative Partei
- Kleist-Retzow, Hans Hugo von, Oberpräsident a. D.
 WK Minden 2 (Herford, Halle (Westfalen)), Deutschkonservative Partei
- Klitzing, Max von, Rittergutsbesitzer,
WK Marienwerder 8 (Deutsch-Krone), Deutschkonservative Partei (Nachwahl 1882)
- Klotz, Moritz, Kreisgerichtsrat Berlin,
 WK Berlin 2, (Wedding, Gesundbrunnen, Moabit, Oranienburger Vorstadt, Rosenthaler Vorstadt), Deutsche Fortschrittspartei
- Klumpp, Gottlieb, Waldbesitzer,
WK Baden 9 (Pforzheim, Ettlingen), Nationalliberale Partei
- Koch, Karl Friedrich Wilhelm, Institutsvorsteher in Hamburg,
 WK Schleswig-Holstein 3 (Schleswig, Eckernförde), Deutsche Fortschrittspartei
- Kochann, Friedrich Franz, Stadtgerichtsrat Berlin,
 WK Koblenz 5 (Mayen, Ahrweiler), Zentrum
- Kochhann, Heinrich, Kaufmann,
 WK Frankfurt 2 (Landsberg (Warthe), Soldin), Liberale Vereinigung
- Köhl, Friedrich Karl, Seifensieder,
 WK Unterfranken 6 (Würzburg), Deutsche Volkspartei
- Köller, Ernst Matthias von, Landrat,
 WK Stettin 7 (Greifenberg, Kammin), Deutschkonservative Partei
- Kolberg, Augustin, Subregens im Priesterseminar Braunsberg,
 WK Königsberg 6 (Braunsberg, Heilsberg), Zentrum
- Kopfer, Wilhelm, Kaufmann,
WK Baden 11 (Mannheim), Deutsche Volkspartei
- Komierowski, Roman von,
WK Posen 7 (Schrimm, Schroda), Polnische Fraktion
- Kossowski, Boleslaw von, Rittergutsbesitzer,
WK Marienwerder 5 (Schwetz), Polnische Fraktion
- Kräcker, Julius, Sattler,
WK Breslau 7 (Breslau-West), SAPD
- Krämer, Oskar, Eisenwerkbesitzer,
WK Pfalz 4 (Zweibrücken, Pirmasens), Nationalliberale Partei
- Kulmiz, Paul von, Gutsbesitzer,
WK Breslau 9 (Striegau, Schweidnitz), Deutsche Reichspartei
- Kurnatowski, Stanislaus von, Rittergutsbesitzer,
WK Bromberg 4 (Inowrazlaw, Mogilno, Strelno), Polnische Fraktion
- Kutschbach, Albin Hugo, Druckereibesitzer,
WK Sachsen 20 (Marienberg, Zschopau), Liberale Vereinigung
- Kwilecki, Stephan von, Rittergutsbesitzer,
 WK Posen 2 (Samter, Birnbaum, Obornik, Schwerin (Warthe)), Polnische Fraktion

## L

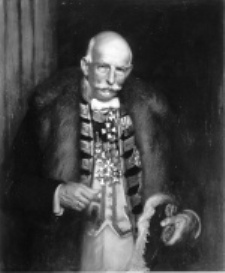
Ignatz von Landsberg-Velen und Steinfurt
Eduard Lasker
Dr. Franz Xaver Lender
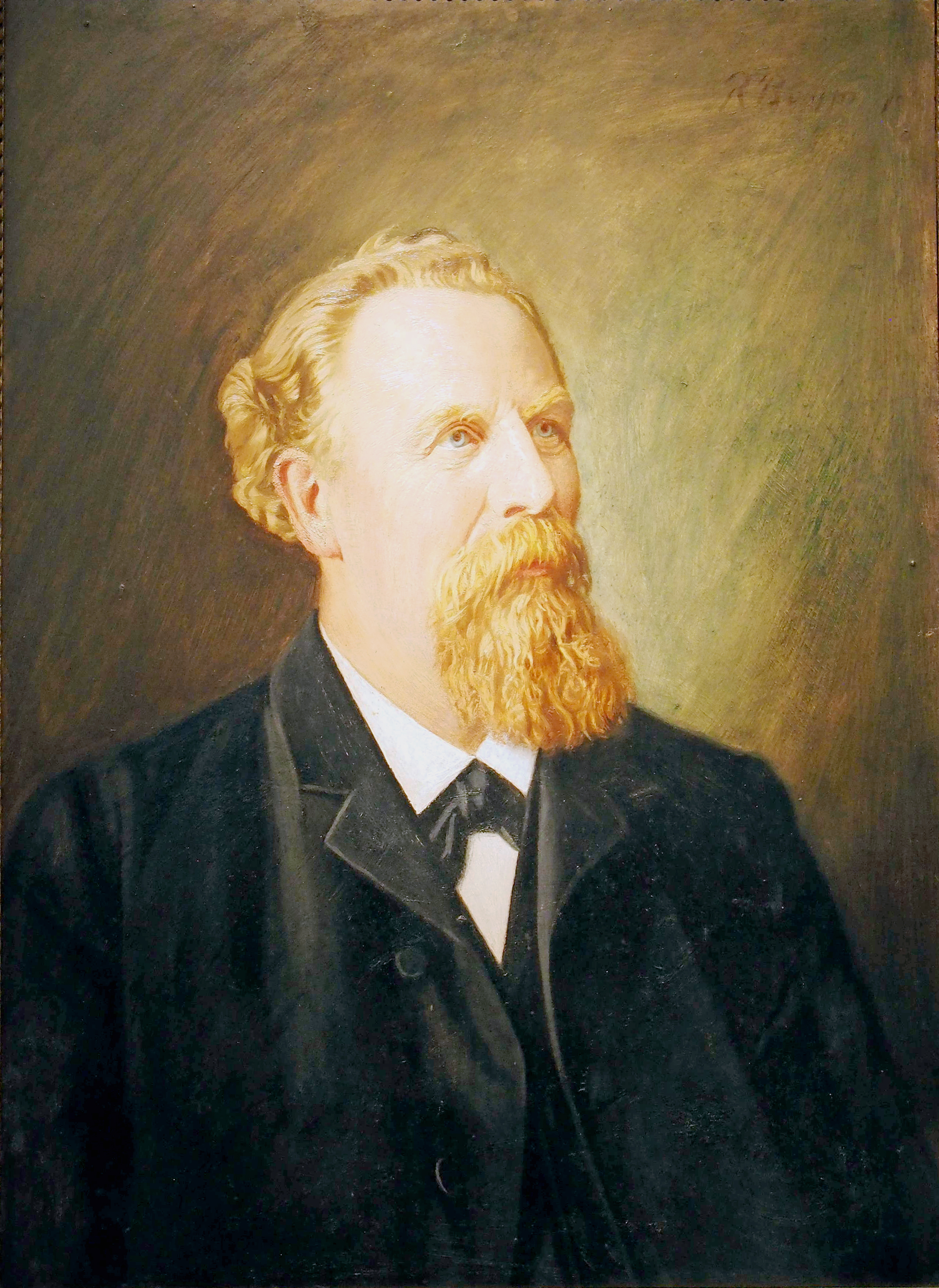
Erwin Lüders

- Landmesser, Friedrich Wilhelm, Prälat und Stadtpfarrer in Danzig,
WK Danzig 2 (Danzig Land), Zentrum
- Landsberg-Velen und Steinfurt, Ignatz Reichsfreiherr von, Landrat Steinfurt,
 WK Münster 4 (Lüdinghausen, Beckum, Warendorf), Zentrum
- Lang, Irénée, Fabrikant,
WK Elsaß-Lothringen 6 (Schlettstadt), Zentrum
- Lang, Karl Anton, Gutsbesitzer,
WK Niederbayern 6 (Kelheim, Rottenburg, Mallersdorf), Zentrum
- Langerhans, Paul,
WK Arnsberg 3 (Altena, Iserlohn, Lüdenscheid), Deutsche Fortschrittspartei
- Langhoff, Friedrich, Gutsbesitzer,
WK Potsdam 2 (Ostprignitz), Deutsche Fortschrittspartei
- Langwerth von Simmern, Heinrich, Rittergutsbesitzer,
WK Hannover 7 (Nienburg, Neustadt am Rübenberge, Fallingbostel), Deutsch-Hannoversche Partei
- Lasker, Eduard, Rechtsanwalt und Notar in Berlin,
WK Sachsen-Meiningen 2 (Sonneberg, Saalfeld), Liberale Vereinigung
- Lassen, Hans, Hofbesitzer,
WK Schleswig-Holstein 1 (Hadersleben, Sonderburg), Däne
- Lender, Franz Xaver, Dekan und Pfarrer in Sasbach,
WK Baden 8 (Rastatt, Bühl, Baden-Baden), Zentrum
- Lenzmann, Julius, Rechtsanwalt und Notar in Lüdenscheid,
WK Arnsberg 6 (Dortmund, Hörde), Deutsche Fortschrittspartei
- Lerche, Julius, Amtsgerichtsrat,
WK Erfurt 1 (Nordhausen, Hohenstein), Deutsche Fortschrittspartei
- Leuschner, Ernst, Berg- und Hüttendirektor,
WK Merseburg 5 (Mansfelder Seekreis, Mansfelder Gebirgskreis), Deutsche Reichspartei
- Leuschner, Friedrich Ludwig, Fabrik- und Rittergutsbesitzer,
WK Sachsen 17 (Glauchau, Meerane, Hohenstein-Ernstthal), Nationalliberale Partei
- Levetzow, Albert von, Landesdirektor der Provinz Brandenburg,
WK Frankfurt 3 (Königsberg (Neumark)), Deutschkonservative Partei
- Lieber, Ernst, Dr. jur.,
WK Wiesbaden 3 (St. Goarshausen, Unterwesterwald), Zentrum
- Liebknecht, Wilhelm, Journalist,
WK Hessen 5 (Offenbach, Dieburg), SAPD
- Lingens, Joseph, Rechtsanwalt in Aachen,
WK Köln 5 (Siegkreis, Waldbröl), Zentrum
- Lipke, Gustav, Rechtsanwalt in Berlin,
WK Schwarzburg-Sondershausen, Liberale Vereinigung
- Löw von und zu Steinfurth, Erwin, Kammerherr und Kreisassessor in Heppenheim,
WK Hessen 6 (Erbach, Bensheim, Lindenfels, Neustadt im Odenwald), Liberale Vereinigung
- Loewe, Ludwig, Fabrikbesitzer,
WK Berlin 1 (Alt-Berlin, Cölln, Friedrichswerder, Dorotheenstadt, Friedrichstadt-Nord), Deutsche Fortschrittspartei
- Lohren, Arnold, Rentier in Potsdam,
WK Potsdam 6 (Niederbarnim), Lichtenberg, Deutsche Reichspartei
- Lucius, August, Kaufmann,
WK Düsseldorf 4 (Stadt Düsseldorf), Zentrum (Nachwahl 1882)
- Ludwig, Robert von, Gutsbesitzer,
WK Breslau 12 (Glatz, Habelschwerdt), Zentrum
- Lüderitz, Hermann von, Gutsbesitzer,
WK Magdeburg 2 (Stendal, Osterburg), Deutschkonservative Partei
- Lüders, Erwin, Zivilingenieur,
WK Liegnitz 9 (Görlitz, Lauban), Liberale Vereinigung
- Lüders, Heinrich, Rechtsanwalt und Notar in Berlin,
WK Hessen 3 (Lauterbach, Alsfeld, Schotten), Liberale Vereinigung
- Lyskowski, Ignacy von, Rittergutsbesitzer,
WK Marienwerder 3 (Graudenz, Strasburg (Westpr.)), Polnische Fraktion

Albert Erdmann von Levetzow
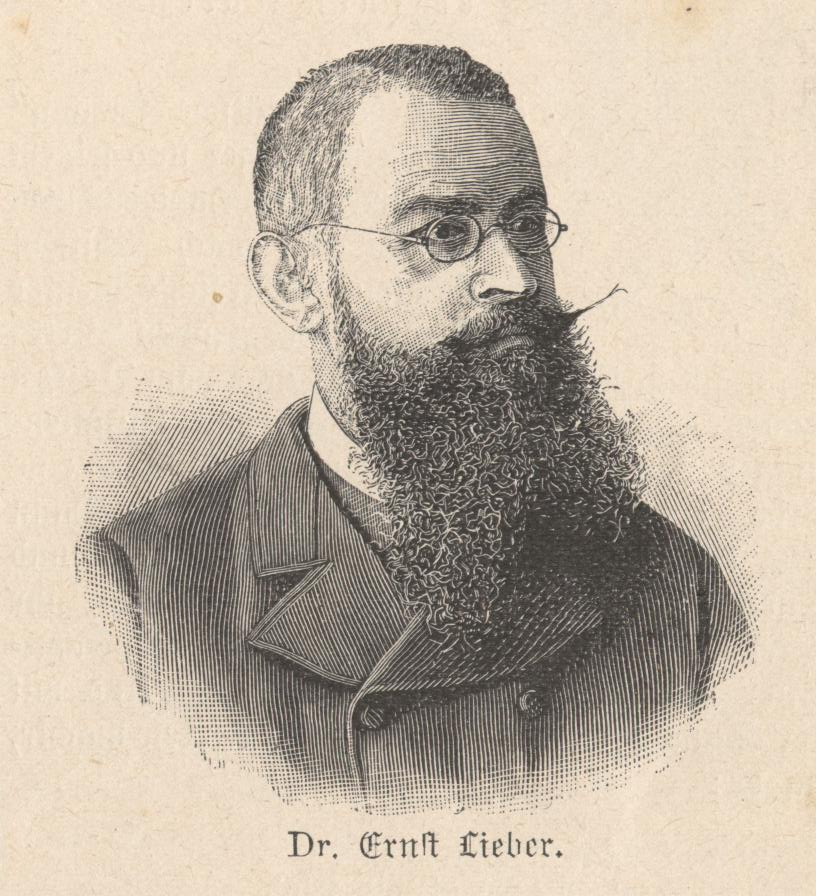
Dr. Ernst Lieber
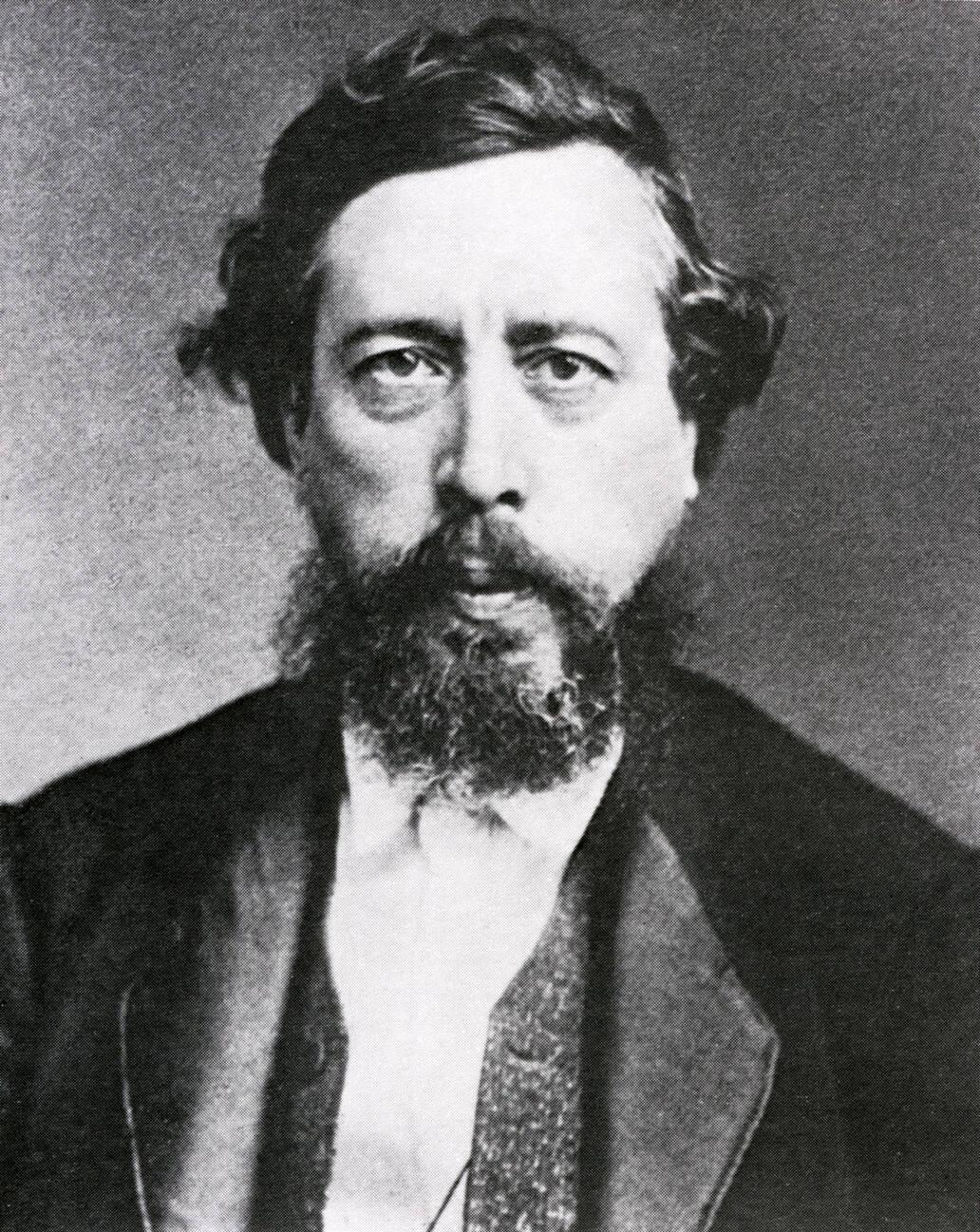
Wilhelm Liebknecht

## M

Karl Mayer
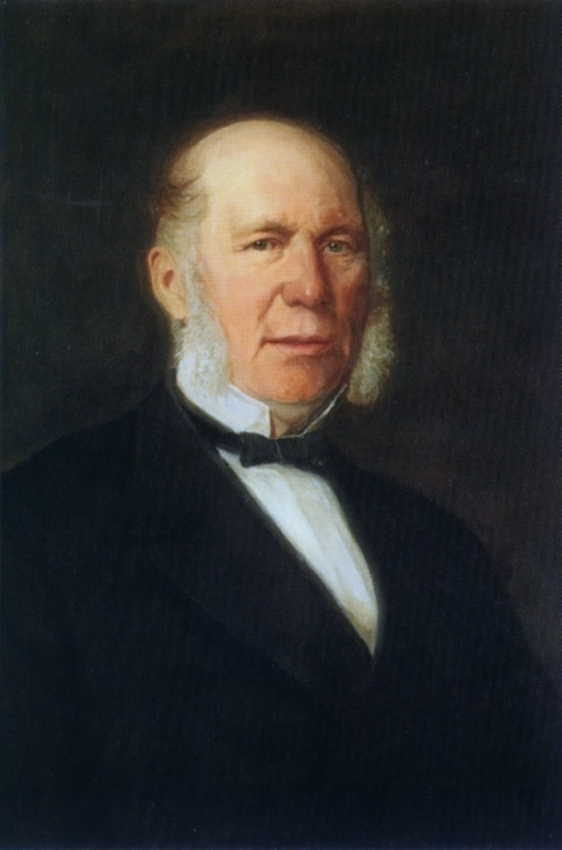
Hermann Henrich Meier
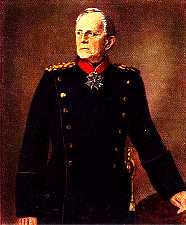
Helmuth Karl Bernhard von Moltke
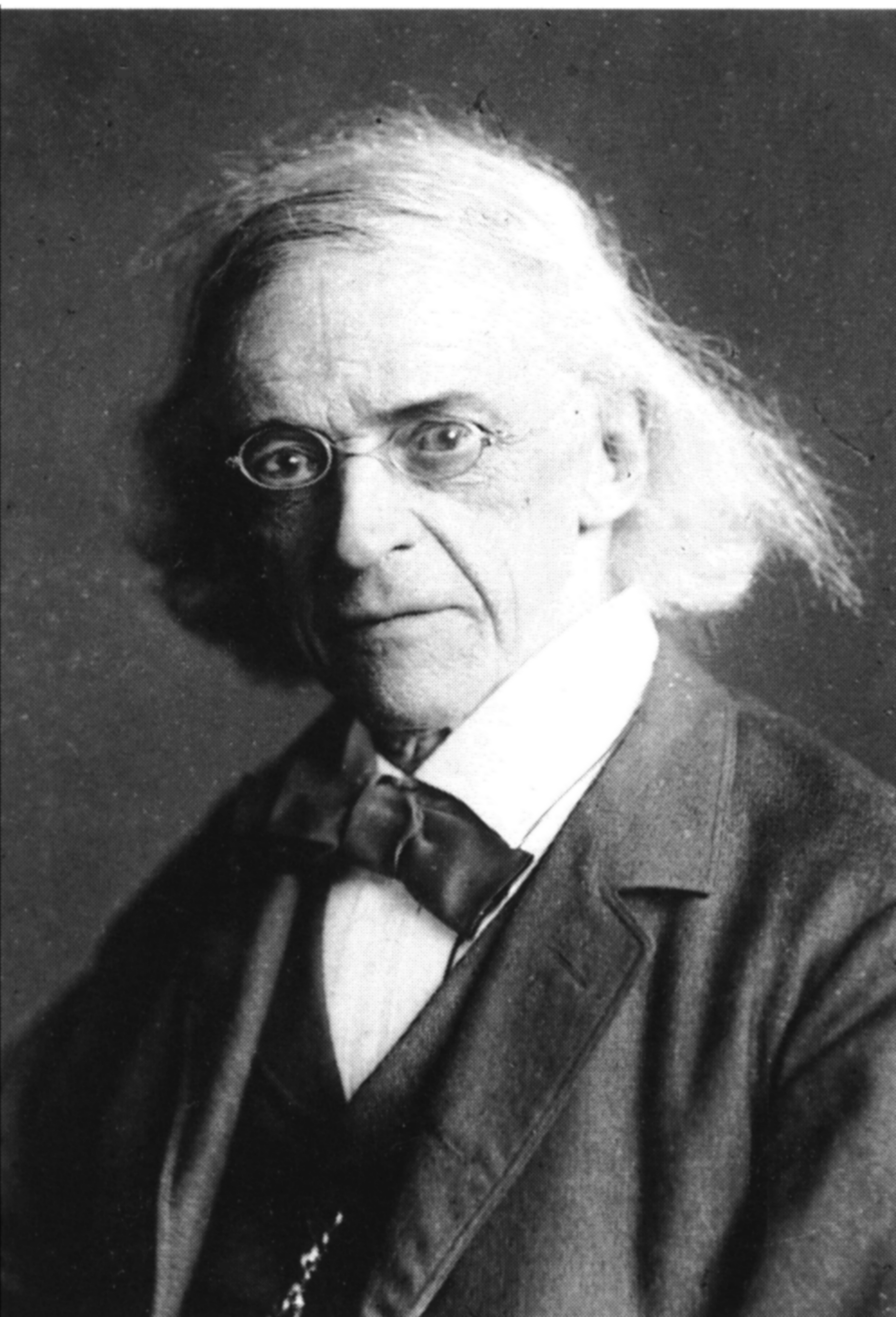
Theodor Mommsen
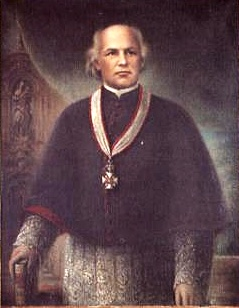
Christoph Moufang

- Maager, August, Rittergutsbesitzer,
WK Liegnitz 3 (Glogau), Liberale Vereinigung
- Magdzinski, Theophil, Rentner in Bromberg,
WK Posen 8 (Wreschen, Pleschen, Jarotschin), Polnische Fraktion
- Mahla, Friedrich August, Gutsbesitzer,
WK Pfalz 2 (Landau), Nationalliberale Partei (Nachwahl 1883)
- Maier, Johann Evangelist, Benefiziat in Sigmaringen,
WK Hohenzollernsche Lande (Sigmaringen, Hechingen), Zentrum
- Majunke, Paul, Schriftsteller in Berlin,
WK Trier 3 (Trier), Zentrum
- Maltzahn, Helmuth von, Rittergutsbesitzer,
WK Stettin 1 (Demmin, Anklam), Deutschkonservative Partei
- Manteuffel, Otto von, Landrat in Luckau,
WK Frankfurt 10 (Calau, Luckau), Deutschkonservative Partei
- Marcard, Heinrich Eugen, Justizrat a. D.,
WK Minden 3 (Bielefeld, Wiedenbrück), Deutschkonservative Partei
- Marquardsen, Heinrich von, Professor Erlangen,
WK Hessen 7 (Worms, Heppenheim, Wimpfen), Nationalliberale Partei
- Massow, Adolf von, Rittergutsbesitzer,
WK Köslin 2 (Bütow, Rummelsburg, Schlawe), Deutschkonservative Partei
- Mayer, Karl, Privatmann Stuttgart,
WK Württemberg 12 (Gerabronn, Crailsheim, Mergentheim, Künzelsau), Deutsche Volkspartei
- Mayer, Max, Oberlandesgerichtsrat,
WK Schwaben 2 (Donauwörth, Nördlingen, Neuburg), Zentrum
- Meibauer, Robert, Rechtsanwalt und Notar in Berlin,
WK Oldenburg 1 Oldenburg (Eutin, Birkenfeld), Deutsche Fortschrittspartei
- Meier, Hermann Henrich, Reeder und Gutsbesitzer,
WK Bremen, Nationalliberale Partei
- Menken, Clemens, Landgerichtsrat in Köln,
WK Köln 2 (Köln-Land), Zentrum
- Meyer, Georg, Professor Jena,
WK Sachsen-Weimar-Eisenach 3 (Jena, Neustadt an der Orla), Nationalliberale Partei
- Meyer, Paul Alexander, Jurist,
WK Merseburg 4 (Halle (Saale), Saalkreis), Liberale Vereinigung
- Minnigerode, Wilhelm von, Majoratsherr,
WK Danzig 1 (Marienburg, Elbing), Deutschkonservative Partei
- Möller, Julius, Arzt,
WK Königsberg 3 (Königsberg-Stadt), Deutsche Fortschrittspartei
- Mohr, Karl, Landwirt,
WK Wiesbaden 1 (Obertaunus, Höchst, Usingen), Deutsche Fortschrittspartei
- Moltke, Helmuth Karl Bernhard von, Generalfeldmarschall,
WK Königsberg 1 (Memel, Heydekrug), Deutschkonservative Partei
- Mommsen, Theodor, Professor Berlin,
WK Sachsen-Coburg-Gotha 1 (Coburg), Liberale Vereinigung
- Mosler, Hermann, Professor der Theologie in Trier,
WK Trier 1 (Daun, Bitburg, Prüm), Zentrum (Nachwahl 28. Juni 1884)
- Moufang, Christoph, Domkapitular in Mainz,
WK Köln 6 (Mülheim am Rhein, Gummersbach, Wipperfürth), Zentrum
- Müller, Eduard, Geistlicher Rat,
WK Oppeln 7 (Pleß, Rybnik), Zentrum
- Müller, Friedrich Hermann, Bergwerks- und Fabrikbesitzer,
WK Merseburg 6 (Sangerhausen, Eckartsberga), Nationalliberale Partei
- Münch, Gustav, Ingenieur in Diez,
WK Wiesbaden 4 (Limburg, Oberlahnkreis, Unterlahnkreis), Deutsche Fortschrittspartei
- Munckel, August, Rechtsanwalt,
WK Berlin 3 (Luisenstadt diesseits des Kanals), Neu-Cölln, Deutsche Fortschrittspartei

## N

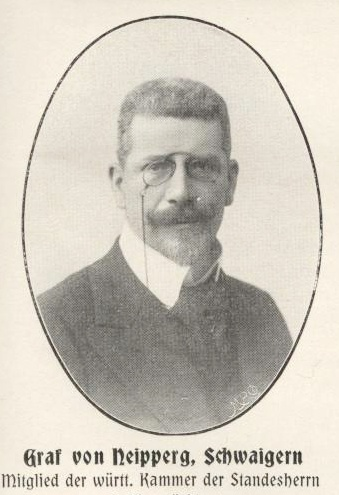
Reinhard Graf von Neipperg

- Nayhauß-Cormons, Julius Cäsar von, Rittergutsbesitzer,
WK Oppeln 9 (Leobschütz), Zentrum
- Neipperg, Reinhard von, Standesherr,
WK Württemberg 16 (Biberach, Leutkirch, Waldsee, Wangen), Zentrum
- Nessler, Karl Wilhelm, Prediger,
WK Potsdam 7 (Potsdam, Osthavelland, Spandau), Deutsche Fortschrittspartei
- Neurath, Konstantin Sebastian von, Württembergischer Kammerherr,
WK Württemberg 4 (Böblingen, Vaihingen, Leonberg, Maulbronn), Deutsche Reichspartei
- Niethammer, Albert, Papierfabrikant,
WK Sachsen 22 (Auerbach, Reichenbach), Nationalliberale Partei
- Noppel, Konstantin, Kaufmann und Bürgermeister in Radolfzell,
WK Baden 1 (Konstanz, Überlingen, Stockach), Nationalliberale Partei

## O

Alexander von Oheimb

- Oechelhäuser, Wilhelm, Unternehmer,
WK Anhalt 2 (Bernburg, Köthen, Ballenstedt), Nationalliberale Partei
- Oheimb, Alexander von,
WK Minden 1 (Minden, Lübbecke), Deutschkonservative Partei
- Olenhusen, Karl Götz von, Rittergutsbesitzer,
WK Hannover 12 (Göttingen), Deutsch-Hannoversche Partei (Nachwahl 1884)
- Osten, Alexander von der, Rittergutsbesitzer,
WK Stettin 3 (Randow, Greifenhagen), Deutschkonservative Partei
- Ow, Hans von, Rittergutsbesitzer,
WK Württemberg 8 (Freudenstadt, Horb, Oberndorf, Sulz), Deutsche Reichspartei
- Ow, Karl von, Kammerherr und Regierungsrat,
WK Niederbayern 1 (Landshut, Dingolfing, Vilsbiburg), Zentrum (bis 1882)

## P

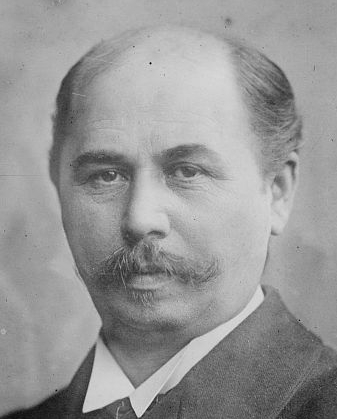
Hermann Paasche
Friedrich von Payer
Dr. Joseph Conrad Pfahler
Markus Pflüger

- Paasche, Hermann, Professor in Rostock,
WK Mecklenburg-Schwerin 5 (Rostock, Doberan), Liberale Vereinigung
- Panse, Carl August, Rittergutspächter,
WK Merseburg 7 (Querfurt, Merseburg), Liberale Vereinigung
- Papellier, Heinrich August, Regierungsrat,
WK Oberfranken 1 (Hof, Naila, Rehau, Münchberg), Deutsche Fortschrittspartei
- Papius, Heinrich von, Privatier,
WK Unterfranken 1 (Aschaffenburg, Alzenau, Obernburg, Miltenberg), Zentrum
- Parisius, Ludolf, Kreisrichter a. D. und Schriftsteller,
WK Sachsen-Weimar-Eisenach 2 (Eisenach, Dermbach), Deutsche Fortschrittspartei
- Payer, Friedrich von, Rechtsanwalt Stuttgart,
WK Württemberg 6 (Reutlingen, Tübingen, Rottenburg), Deutsche Volkspartei
- Perger, Clemens, Rektor in Gaesdonck,
WK Düsseldorf 8 (Kleve, Geldern), Zentrum
- Perrot, Franz, Hauptmann a. D. in Straßburg,
WK Kassel 6 (Hersfeld, Rotenburg (Fulda), Hünfeld), Deutschkonservative Partei
- Petersen, Julius, Senatspräsident am Oberlandesgericht in Colmar,
WK Pfalz 2 (Landau, Neustadt an der Haardt), Nationalliberale Partei
- Pfaehler, Gustav, Bergwerksdirektor,
WK (Trier) 5 (Saarbrücken), Nationalliberale Partei
- Pfafferott, Hugo, Amtsgerichtsrat,
WK Düsseldorf 9 (Kempen), Zentrum
- Pfahler, Josef, Stadtpfarrer in Deggendorf,
WK Niederbayern 5 (Deggendorf, Regen, Viechtach, Kötzting), Zentrum
- Pfetten-Arnbach, Sigmund von, Gutsbesitzer,
WK Oberbayern 3 (Aichach, Friedberg, Dachau, Schrobenhausen), Zentrum
- Pflüger, Markus, Landwirt Lörrach,
WK Baden 4 (Lörrach, Müllheim), Liberale Vereinigung
- Phillips, Adolph,
WK Hessen 9 (Mainz, Oppenheim), Deutsche Fortschrittspartei
- Pilgrim, Adolf von, Landdrost in Hildesheim,
WK Hannover 13 (Goslar, Zellerfeld, Ilfeld), Deutsche Reichspartei
- Hans von Pleß, Standesherr,
WK Breslau 10 (Waldenburg), Deutsche Reichspartei
- Pogge, Franz, Rittergutsbesitzer,
WK Mecklenburg-Strelitz, Nationalliberale Partei
- Porsch, Felix, Rechtsanwalt,
WK Breslau 11 (Reichenbach, Neurode), Zentrum
- Praschma, Friedrich von, Herrschaftsbesitzer,
WK Oppeln 11 (Neustadt O.S.), Zentrum
- Preysing, Conrad von, Reichsrat,
WK Niederbayern 2 (Straubing, Bogen, Landau, Vilshofen), Zentrum
- Preysing, Kaspar von, Fideikommissbesitzer,
WK Niederbayern 1 (Landshut), Zentrum (Nachwahl 1882)
- Puttkamer, Robert von, Staatsminister des Innern,
WK Liegnitz 5 (Löwenberg), Deutschkonservative Partei

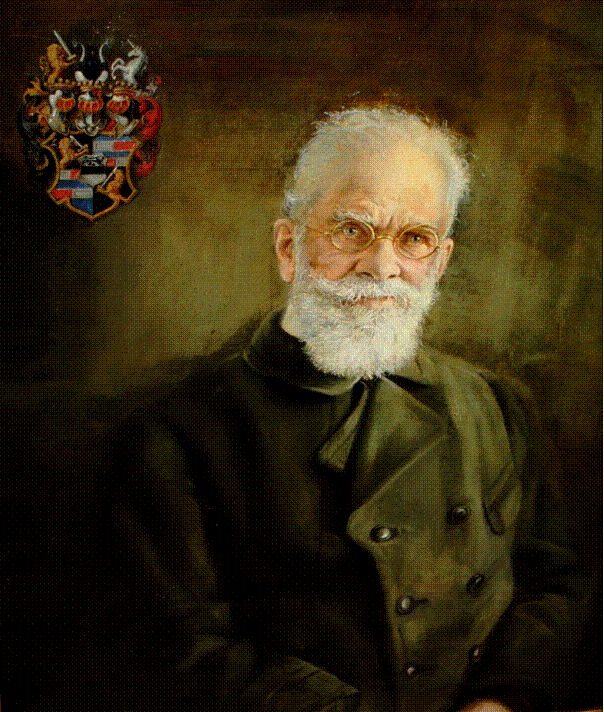
Sigmund von Pfetten-Arnbach
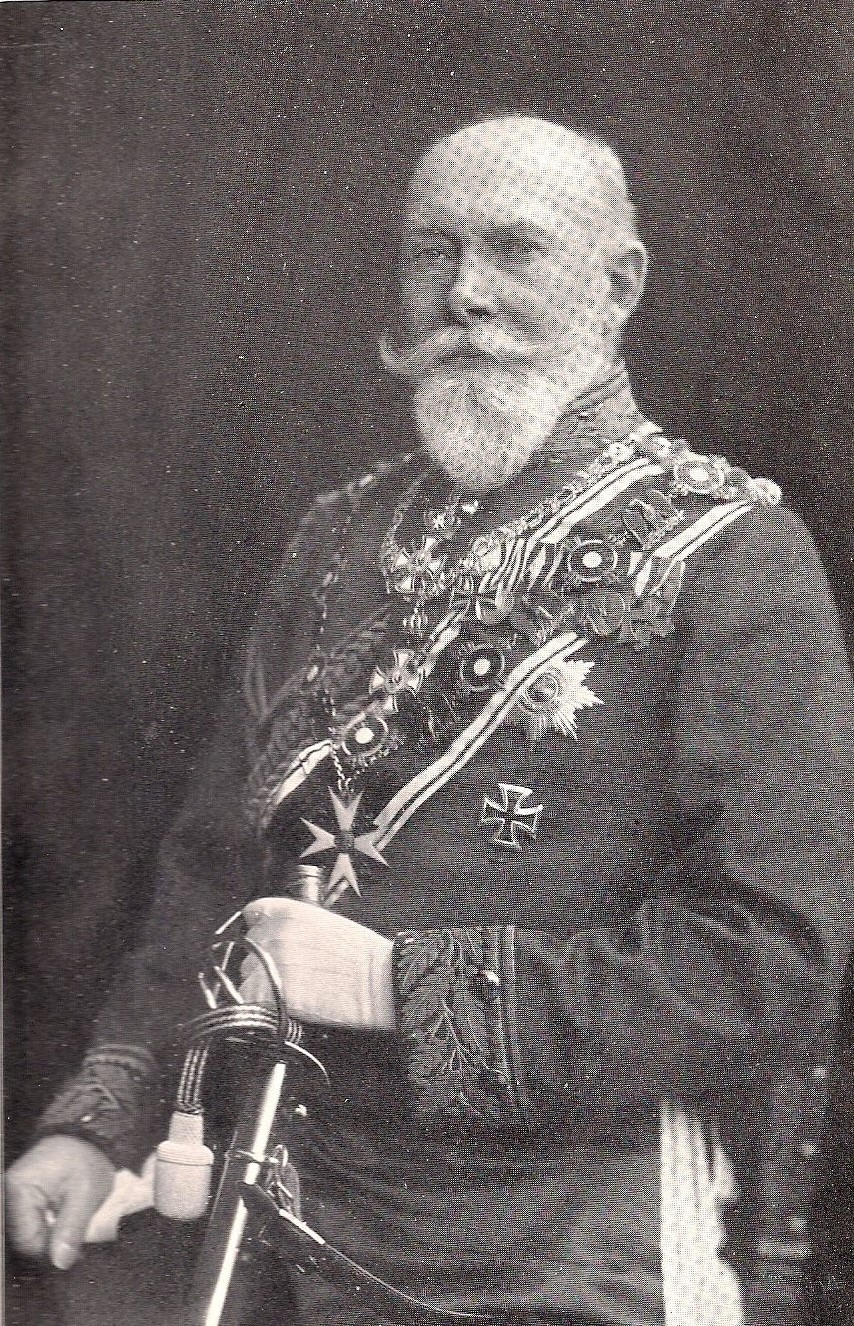
Hans Heinrich Fürst von Pleß
Felix Porsch
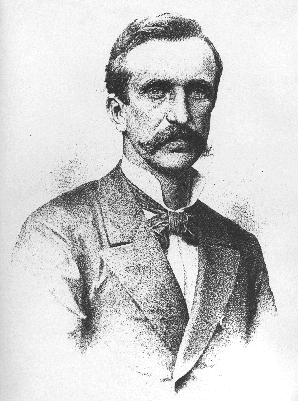
Conrad von Preysing
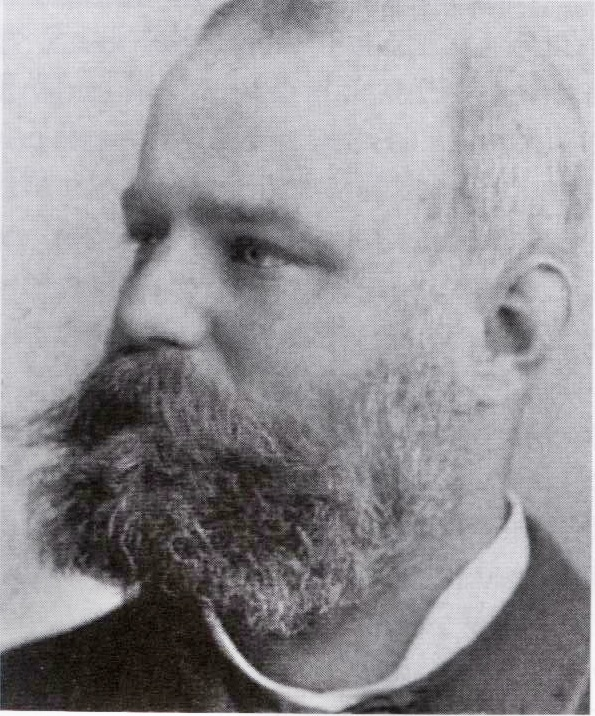
Kaspar von Preysing
Robert Viktor von Puttkamer

## Q
- Quadt-Wykradt-Isny, Friedrich von, Standesherr, Gesandter a. D.,
WK Schwaben 6 (Immenstadt, Sonthofen, Kempten (Allgäu), Lindau (Bodensee)), Zentrum
- Quirin, Michael, Gutsbesitzer,
WK Elsaß-Lothringen 9 (Straßburg-Land), Elsaß-Lothringer

## R

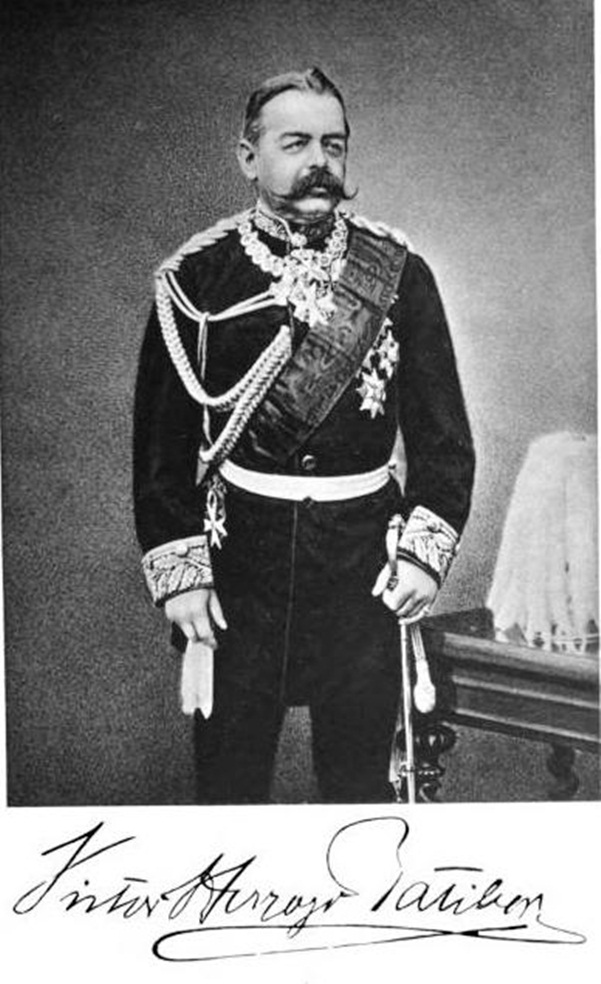
Victor Herzog von Ratibor
Anton Rée
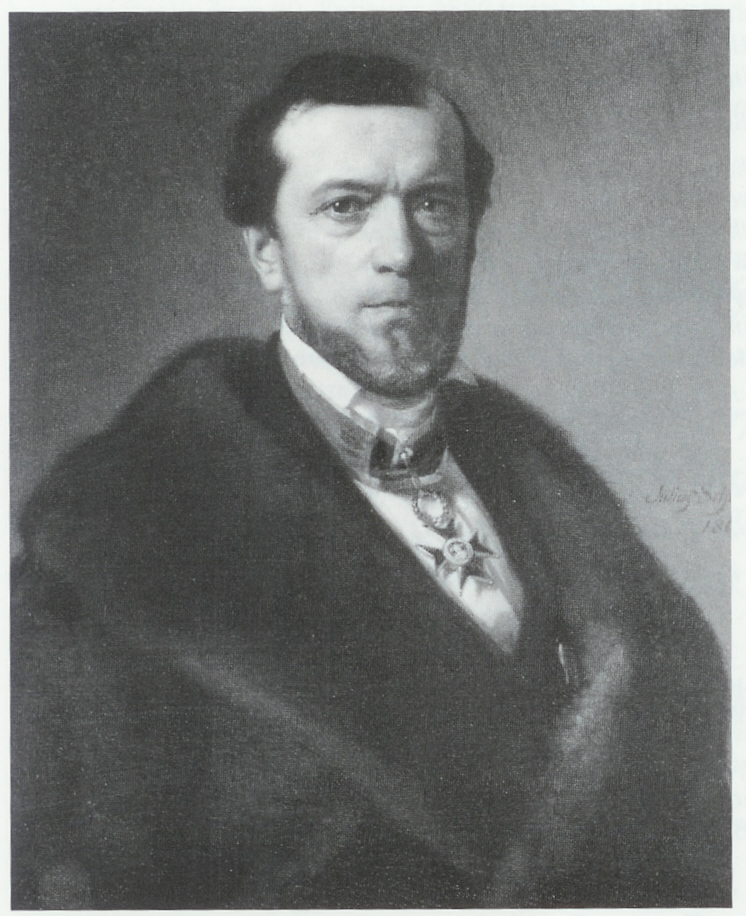
Peter Reichensperger
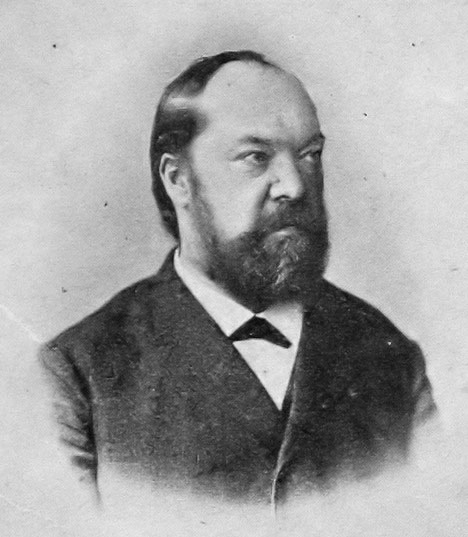
Eugen Richter

- Rademacher, Hermann, Richter,
WK Potsdam 9 (Zauch-Belzig, Jüterbog-Luckenwalde), Deutsche Fortschrittspartei
- Radziwill, Edmund Prinz von, Vikar,
WK Oppeln 5 (Beuthen, Tarnowitz), Zentrum
- Radziwill, Ferdinand von,
WK Posen 10 (Adelnau, Schildberg, Ostrowo, Kempen in Posen), Polnische Fraktion
- Ratibor, Victor I. Herzog von, Besitzer des Herzogtums Ratibor,
WK Breslau 8 (Neumarkt, Breslau-Land), Deutsche Reichspartei
- Reden, Erich von, Obergerichtsrat und Rittergutsbesitzer,
WK Hannover 9 (Hameln, Linden, Springe), Nationalliberale Partei
- Reden, Ferdinand von, Landwirt und Rittergutsbesitzer,
WK Hannover 9 (Hameln, Linden, Springe), Nationalliberale Partei (Nachwahl Oktober 1881)
- Rée, Anton, Schuldirektor,
WK Hamburg 3 (Vororte und Landherrenschaften), Deutsche Fortschrittspartei
- Reich, Theodor, Rittergutsbesitzer,
WK Sachsen 3 (Bautzen, Kamenz, Bischofswerda), Deutschkonservative Partei
- Reichensperger, August, Appellationsgerichtsrat a. D.,
WK Düsseldorf 11 (Krefeld), Zentrum
- Reichensperger, Peter, Obertribunalsrat in Berlin,
WK Arnsberg 2 (Olpe, Arnsberg, Meschede), Zentrum
- Reichert, Ludwig Karl, Bürgermeister in Herbstadt,
WK Unterfranken 4 (Neustadt an der Saale, Brückenau, Mellrichstadt, Königshofen, Kissingen), Zentrum
- Reindl, Magnus Anton, Stadtpfarrer in Memmingen,
WK Schwaben 4 (Illertissen, Neu-Ulm, Memmingen, Krumbach), Zentrum
- Reiniger, Gustav, Zigarrenfabrikant,
WK Württemberg 5 (Esslingen, Nürtingen, Kirchheim, Urach), Deutsche Reichspartei
- Retter, Friedrich, Gastwirt und Gutsbesitzer,
WK Württemberg 2 (Cannstatt, Ludwigsburg, Marbach, Waiblingen), Deutsche Volkspartei
- Richter, Eugen, Schriftsteller,
WK Arnsberg 4 (Hagen, Schwelm, Witten), Deutsche Fortschrittspartei
- Richter, Gustav Reinhold,
WK Schleswig-Holstein 4 (Tondern, Husum, Eiderstedt), Deutsche Fortschrittspartei
- Richter, Gustav, Fabrikbesitzer,
WK Liegnitz 4 (Lüben, Bunzlau), Deutsche Fortschrittspartei (Nachwahl 1882)
- Richter, Gustav, Professor der Forstakademie Tharandt,
WK Sachsen 7 (Meißen, Großenhain, Riesa), Deutsche Reichspartei
- Rickert, Heinrich, Landesdirektor a. D.,
WK Danzig 3 (Danzig Stadt), Liberale Vereinigung
- Riekert, Gottlob Friedrich, Regierungsrat in Ulm,
WK Württemberg 14 (Ulm, Heidenheim, Geislingen), Deutsche Reichspartei
- Rittinghausen, Moritz, Schriftsteller in Köln,
WK Düsseldorf 3 (Solingen), SAPD
- Roemer, Hermann,
WK Braunschweig 2 (Helmstedt, Wolfenbüttel), Nationalliberale Partei
- Rohland, Karl Otto, Rittergutsbesitzer,
WK Merseburg 8 (Naumburg, Weißenfels, Zeitz), Deutsche Fortschrittspartei
- Rose, Ludwig, Rittergutsbesitzer,
WK Königsberg 8 (Osterode i. Opr.), Deutschkonservative Partei (Nachwahl 1883)
- Rudolphi, Wilhelm, Gymnasialdirektor a. D.,
WK Köln 3 (Bergheim (Erft), Euskirchen), Zentrum
- Ruppert, Kaspar, Magistratsrat in München,
WK Oberbayern 1 München I (Altstadt, Lehel, Maxvorstadt), Zentrum

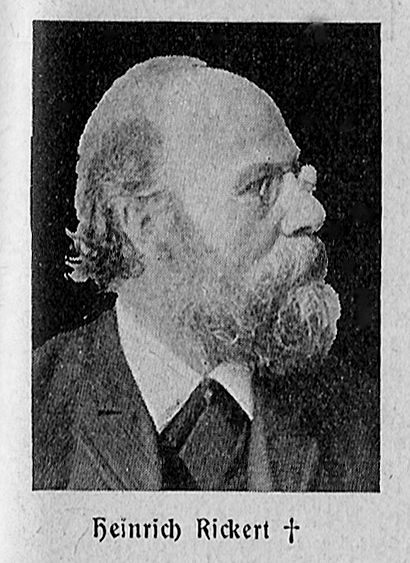
Heinrich Rickert
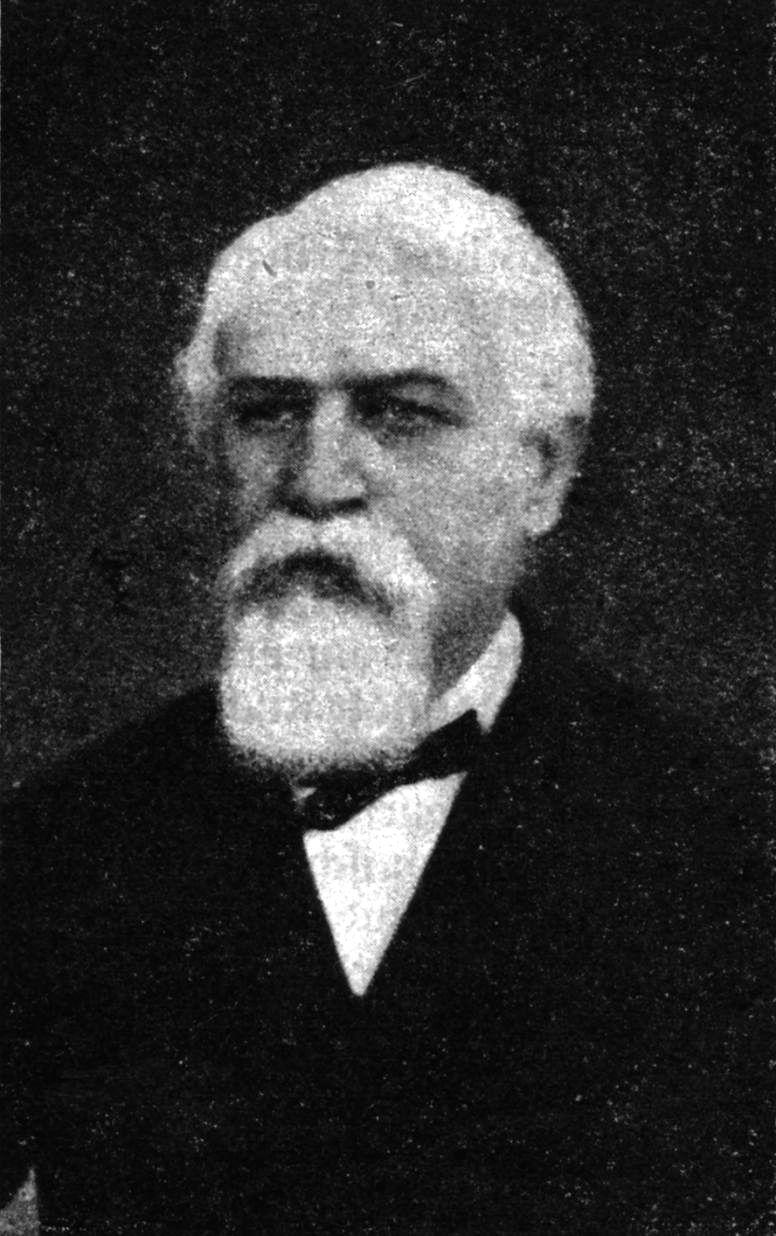
Moritz Rittinghausen
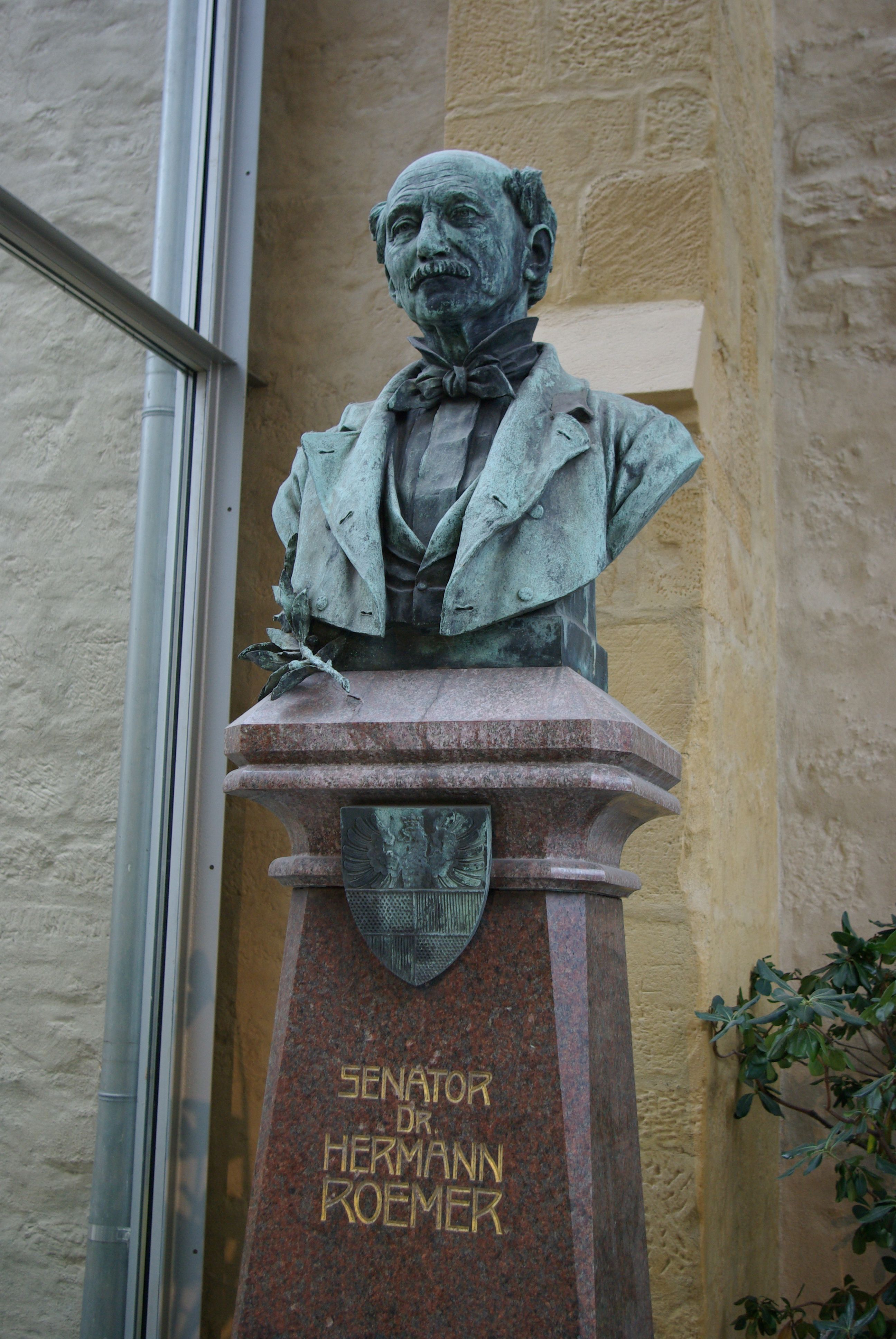
Hermann Roemer
Kaspar Ritter von Ruppert

## S

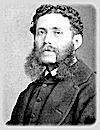
Leopold Sonnemann
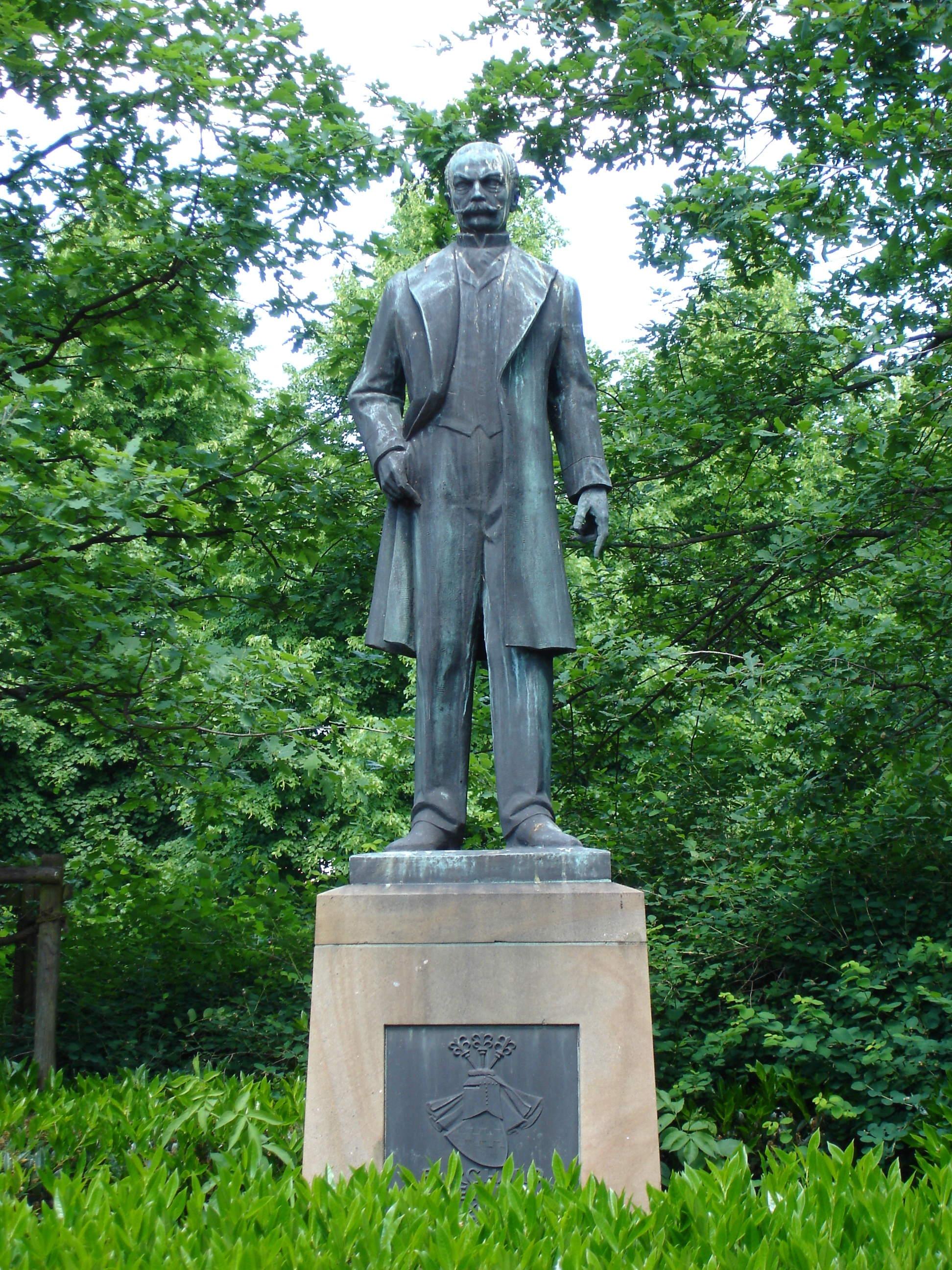
Burghard von Schorlemer-Alst
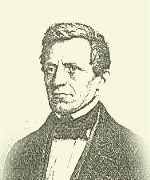
Friedrich Oskar von Schwarze

- Samm, Rudolf, Kaufmann,
WK Stralsund 1 (Stralsund, Rügen), Deutsche Fortschrittspartei (Nachwahl 1883)
- Sander, Ferdinand, Tabakfabrikant,
WK Baden 6 (Lahr, Wolfach), Nationalliberale Partei
- Sandtmann, Julius, Kaufmann,
WK Hamburg 1 (Neustadt, St. Pauli), Deutsche Fortschrittspartei
- Saro, Otto, Ober-Staatsanwalt,
WK Gumbinnen 3 (Gumbinnen, Insterburg), Deutschkonservative Partei
- Saucken-Tarputschen, Kurt von, Rittergutsbesitzer,
WK Königsberg 2 (Labiau, Wehlau), Deutsche Fortschrittspartei
- Saurma-Jeltsch, Gustav von, Herrschaftsbesitzer,
WK Oppeln 8 (Ratibor), Zentrum
- Schaefler, Joseph, Pfarrer,
WK Oberpfalz 5 (Neustadt a. d. Waldnaab, Vohenstrauß, Tirschenreuth), fraktionslos katholisch
- Schalscha, Alexander von, Rittergutsbesitzer,
WK Oppeln 4 (Lublinitz, Tost-Gleiwitz), Zentrum
- Schele, Balduin von, Rittergutsbesitzer,
WK Hannover 4 (Osnabrück, Bersenbrück, Iburg), Deutsch-Hannoversche Partei
- Schenck, Friedrich, Rechtsanwalt,
WK Wiesbaden 2 (Wiesbaden), Deutsche Fortschrittspartei (Nachwahl 1883)
- Schenk von Stauffenberg, Franz August, Gutsbesitzer,
WK Mittelfranken 2 (Erlangen, Fürth, Hersbruck), Liberale Vereinigung
- Schirmeister, Heinrich von, Landrat a. D.,
WK Königsberg 5 (Heiligenbeil, Preußisch-Eylau), Liberale Vereinigung
- Schläger, Hermann, Senator in Hannover,
WK Kassel 1 (Rinteln, Hofgeismar, Wolfhagen), Nationalliberale Partei
- Schlüter, Reinhard, Rechtsanwalt und Notar in Essen,
WK Düsseldorf 1 (Remscheid, Lennep, Mettmann), Deutsche Fortschrittspartei
- Schlutow, Albert, Bankier,
WK Stettin 4 Stettin, Liberale Vereinigung
- Schmidt, Franz, Landgerichtsrat in Amberg,
WK Mittelfranken 4 (Eichstätt, Beilngries, Weissenburg), Zentrum
- Schmidt, Reinhart, Fabrikbesitzer,
WK Düsseldorf 2 (Elberfeld, Barmen), Deutsche Fortschrittspartei
- Schmieder, Philipp, Oberlandesgerichtsrat,
WK Liegnitz 4 (Lüben, Bunzlau), Deutsche Fortschrittspartei (Nachwahl 1884)
- Schneider, Karl August, Bankier,
WK Baden 10 (Karlsruhe, Bruchsal), Nationalliberale Partei
- Schoenaich-Carolath, Heinrich zu, Standesherr,
WK Frankfurt 7 (Guben, Lübben), Deutsche Reichspartei
- Schönborn-Wiesentheid, Friedrich von,
WK Unterfranken 2 (Kitzingen, Gerolzhofen, Ochsenfurt, Volkach), Zentrum
- Schöning, Wilhelm von, Landrat a. D.,
WK Stettin 5 (Pyritz, Saatzig), Deutschkonservative Partei
- Schorlemer, Wilhelm von, Landrat a. D.,
WK Trier 1 (Daun, Bitburg, Prüm), Zentrum
- Schorlemer-Alst, Burghard von,
WK Arnsberg 5(Bochum, Gelsenkirchen, Hattingen, Herne), Zentrum
- Schott, Siegmund, Rechtsanwalt in Stuttgart,
WK Württemberg 1 (Stuttgart), Deutsche Volkspartei
- Schrader, Karl, Eisenbahndirektor,
WK Braunschweig 1 (Braunschweig, Blankenburg), Liberale Vereinigung
- Schreiner, Philipp, Lehrer und Vorstand der Kreisackerbauschule Triesdorf,
WK Mittelfranken 5 (Dinkelsbühl, Gunzenhausen, Feuchtwangen), Nationalliberale Partei
- Schroeder, Bernhard, Jurist in Worms,
WK Hessen 2 (Friedberg, Büdingen, Vilbel), Liberale Vereinigung
- Schroeder, Hugo, Kammergerichtsrat,
WK Merseburg 2 (Schweinitz, Wittenberg), Liberale Vereinigung
- Schroeder, Theodor, Rechtsanwalt,
WK Arnsberg 8 (Lippstadt, Brilon), Zentrum
- Schröter, Franz Heinrich, Amtsgerichtsrat,
WK Potsdam 5 (Oberbarnim), Liberale Vereinigung
- Schuck, Jakob, Gutsbesitzer Fessenbach,
WK Baden 7 (Offenburg, Kehl), Nationalliberale Partei
- Schulze-Delitzsch, Hermann, Anwalt der deutschen Genossenschaften,
WK Wiesbaden 2 (Wiesbaden, Rheingau, Untertaunus), Deutsche Fortschrittspartei
- Schwarz, Ludwig, Privatier in Ebingen,
WK Württemberg 9 (Balingen, Rottweil, Spaichingen, Tuttlingen), Deutsche Fortschrittspartei
- Schwarze, Friedrich von, Generalstaatsanwalt,
WK Sachsen 4 (Dresden rechts der Elbe, Radeberg, Radeburg), Deutsche Reichspartei
- Schwarzenberg, Philipp, Bergwerksbesitzer in Kassel,
WK Kassel 2 (Kassel, Melsungen), Deutsche Fortschrittspartei
- Sczaniecki, Michael von, Rittergutsbesitzer,
WK Marienwerder 4 (Thorn, Kulm, Briesen), Polnische Fraktion
- Sello, Erich, Rechtsanwalt in Berlin,
WK Anhalt 1 (Dessau, Zerbst), Liberale Vereinigung
- Senestrey, Karl, Landgerichtsrat a. D.,
WK Oberbayern 8 (Traunstein, Laufen, Berchtesgaden, Altötting), Zentrum
- Seydewitz, Otto Theodor von, Ober-Präsident der Provinz Schlesien,
WK Liegnitz 10 (Rothenburg (Oberlausitz), Hoyerswerda), Deutschkonservative Partei
- Sigmund, Joseph von, Gesandter und Minister,
WK Schwaben 3 (Dillingen, Günzburg, Zusmarshausen), Zentrum
- Simonis, Jacob Ignatius, Geistlicher,
WK Elsaß-Lothringen 5 (Rappoltsweiler), Elsaß-Lothringer
- Simpson-Georgenbuch, William von, Rittergutsbesitzer,
WK Gumbinnen 6 (Oletzko, Lyck, Johannisburg), Deutschkonservative Partei
- Skarzynski, Witold von, Rittergutsbesitzer,
WK Bromberg 5 (Gnesen, Wongrowitz, Witkowo), Polnische Fraktion
- Skorzewski, Leo von, Herrschaftsbesitzer,
WK Bromberg 2 (Wirsitz, Schubin, Znin), Polnische Fraktion
- Soden, Max Freiherr von, Gutsbesitzer,
WK Oberbayern 5 (Wasserburg, Erding, Mühldorf), Zentrum
- Solms-Braunfels, Hermann zu,
WK Koblenz 1 (Wetzlar, Altenkirchen), Deutschkonservative Partei
- Sonnemann, Leopold, Kaufmann und Zeitungseigentümer,
WK Wiesbaden 6 (Frankfurt am Main), Deutsche Volkspartei
- Sperber, Albert von, Rittergutsbesitzer,
WK Gumbinnen 2 (Ragnit, Pillkallen), Deutschkonservative Partei
- Staelin, Julius, Kaufmann und Fabrikant in Calw,
WK Württemberg 7 (Nagold, Calw, Neuenbürg, Herrenberg), Deutsche Reichspartei
- Staudy, Ludwig von, Polizeipräsident,
WK Gumbinnen 5 (Angerburg, Lötzen), Deutschkonservative Partei
- Stengel, Adolf, Professor der Universität Heidelberg,
WK Erfurt 4 (Erfurt, Schleusingen, Ziegenrück), Liberale Vereinigung
- Stephani, Eduard, Vize-Bürgermeister a. D. Leipzig,
WK Sachsen 12 (Leipzig-Stadt), Nationalliberale Partei
- Stöcker, Adolf, Hof- und Domprediger in Berlin,
WK Arnsberg 1 (Wittgenstein, Siegen, Biedenkopf), Christlich-sozial, Fraktion der Deutschkonservativen Partei
- Stötzel, Gerhard, Journalist in Essen,
WK Düsseldorf 5 (Essen), Zentrum
- Stolberg-Stolberg, Friedrich zu, Herrschaftsbesitzer,
WK Oppeln 10 (Neustadt O.S.), Zentrum
- Stoll, Georg, Senator,
WK Stralsund 2 (Greifswald), Deutsche Fortschrittspartei (Nachwahl 1882)
- Stolle, Karl Wilhelm, Gärtner,
WK Sachsen 18 (Zwickau, Crimmitschau, Werdau), SAPD
- Strecker, Eduard, Amtsgerichtsrat,
WK Erfurt 2 (Heiligenstadt, Worbis), Zentrum
- Struve, Gerhard, Oberamtmann in Berlin,
WK Frankfurt 4 (Frankfurt (Oder), Lebus), Liberale Vereinigung
- Stübel, Paul Alfred, Oberbürgermeister Dresden,
WK Sachsen 5 (Dresden links der Elbe), Nationalliberale Partei

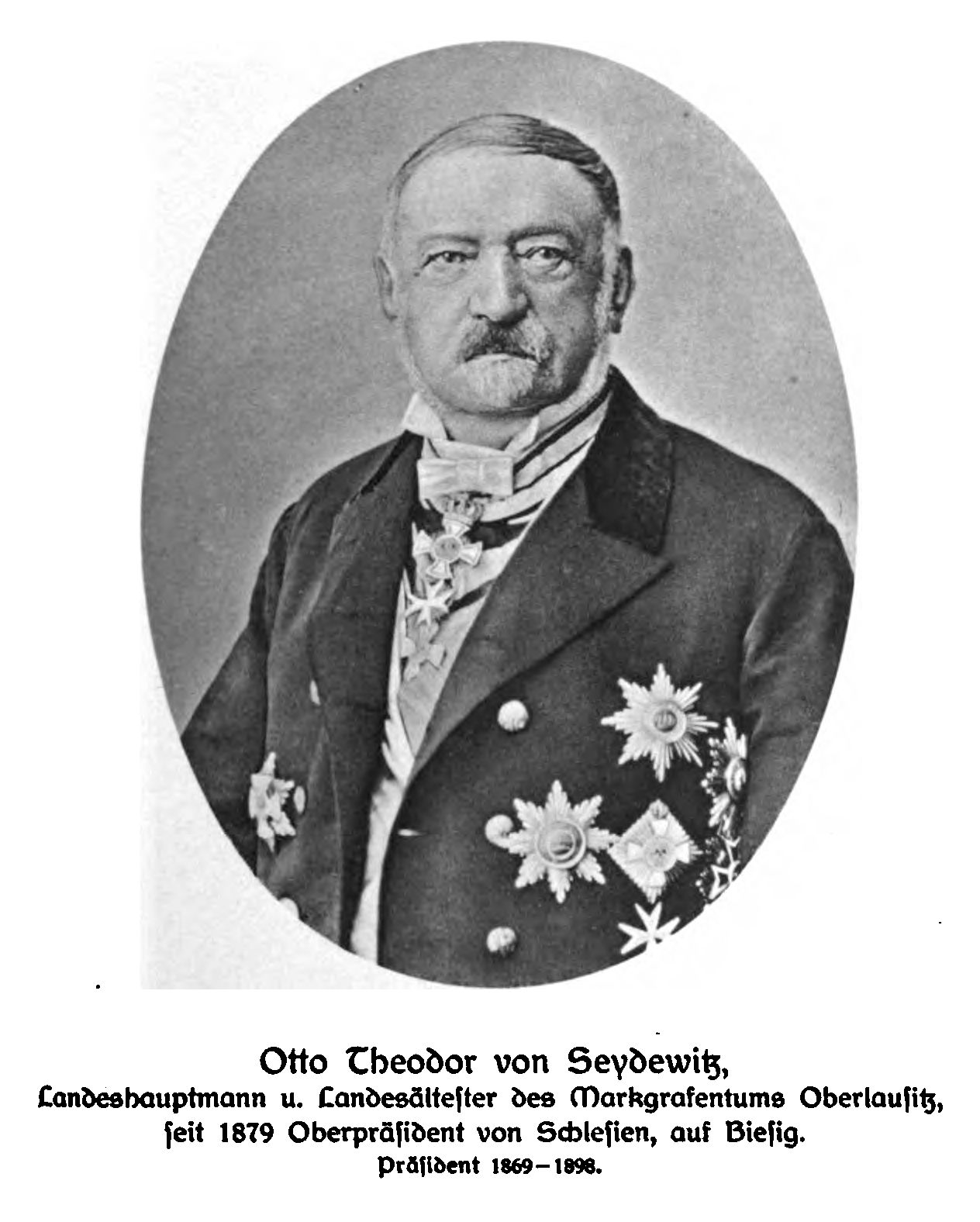
Otto Theodor von Seydewitz
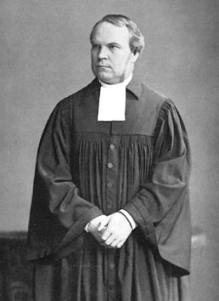
Adolf Stoecker
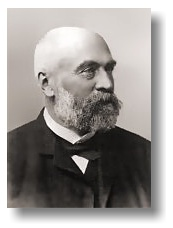
Paul Alfred Stübel

## T

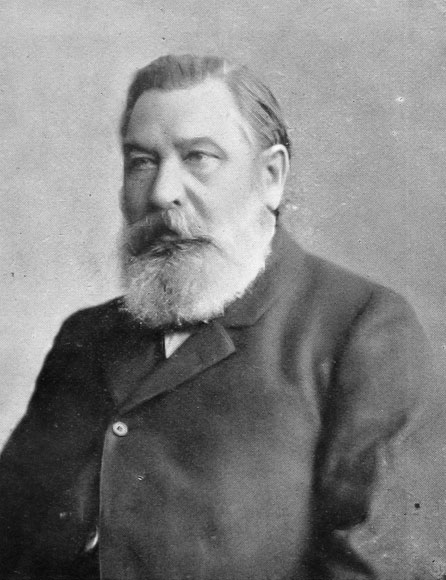
Heinrich von Treitschke
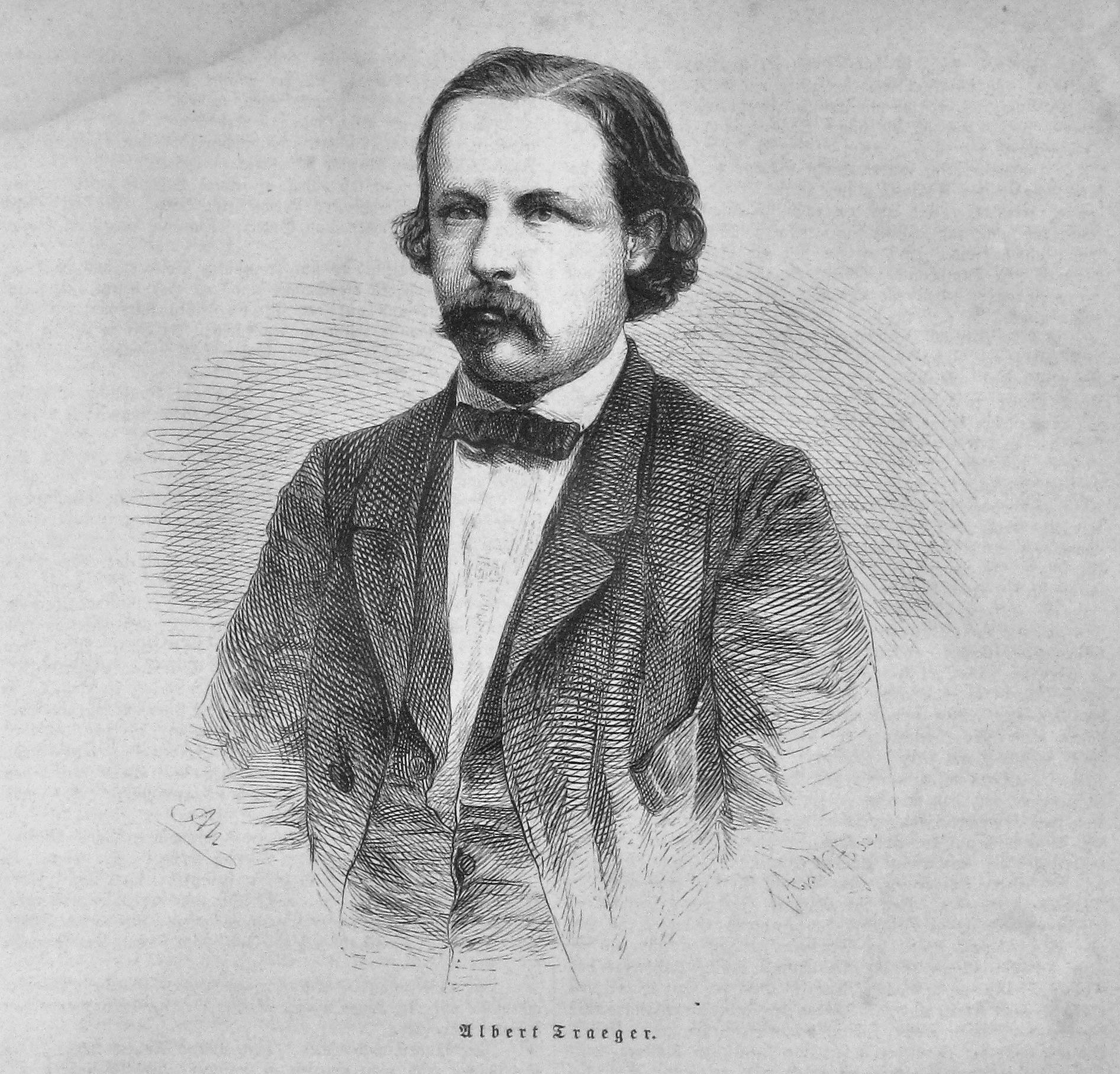
Albert Traeger

- Taeglichsbeck, Otto, Bergwerksdirektor,
WK Trier 6 (Ottweiler, St. Wendel, Meisenheim), Nationalliberale Partei
- Tepper-Laski, Viktor von, Landrat,
WK Marienwerder 7 (Schlochau, Flatow), Deutsche Reichspartei
- Thilenius, Georg, Sanitätsrat,
WK Wiesbaden 5 (Dillkreis, Oberwesterwald), Liberale Vereinigung
- Thomsen, Gustav, Landmann,
WK Schleswig-Holstein 5 (Dithmarschen, Steinburg), Liberale Vereinigung
- Timmerman, Carl,
WK Münster 1 (Tecklenburg, Steinfurt, Ahaus), Zentrum
- Traeger, Albert, Rechtsanwalt und Notar,
WK Berlin 4 (Luisenstadt jenseits des Kanals, Stralauer Vorstadt, Königsstadt-Ost), Deutsche Fortschrittspartei
- Treitschke, Heinrich von, Professor der Geschichte in Berlin,
WK Koblenz 4 (Kreuznach, Simmern), Deutsche Reichspartei
- Triller, Johann Michael, Pfarrer in Plankstetten,
WK Oberpfalz 3 (Neumarkt, Velburg, Hemau), Zentrum
- Turno, Hippolyt von, Rittergutsbesitzer,
WK Posen 1 Posen, Polnische Fraktion

## U
- Uechtritz-Steinkirch, Oswald von, Staatsanwalt,
WK Liegnitz 1 (Grünberg), Deutschkonservative Partei (Nachwahl 1883)
- Uhden, Otto, Kgl. Amtsrat,
WK Frankfurt 6 (Züllichau-Schwiebus, Crossen), Deutschkonservative Partei
- Ungern-Sternberg, Eduard von, Publizist,
WK Minden 3 (Bielefeld, Wiedenbrück), Deutschkonservative Partei (Nachwahl 1884)
- Unruhe-Bomst, Hans Wilhelm von, Landrat und Rittergutsbesitzer,
WK Posen 3 (Meseritz, Bomst), Deutsche Reichspartei
- Utz, Joseph, Pfarrer in Tomerdingen,
WK Württemberg 15 (Ehingen, Blaubeuren, Laupheim, Münsingen), Zentrum

## V

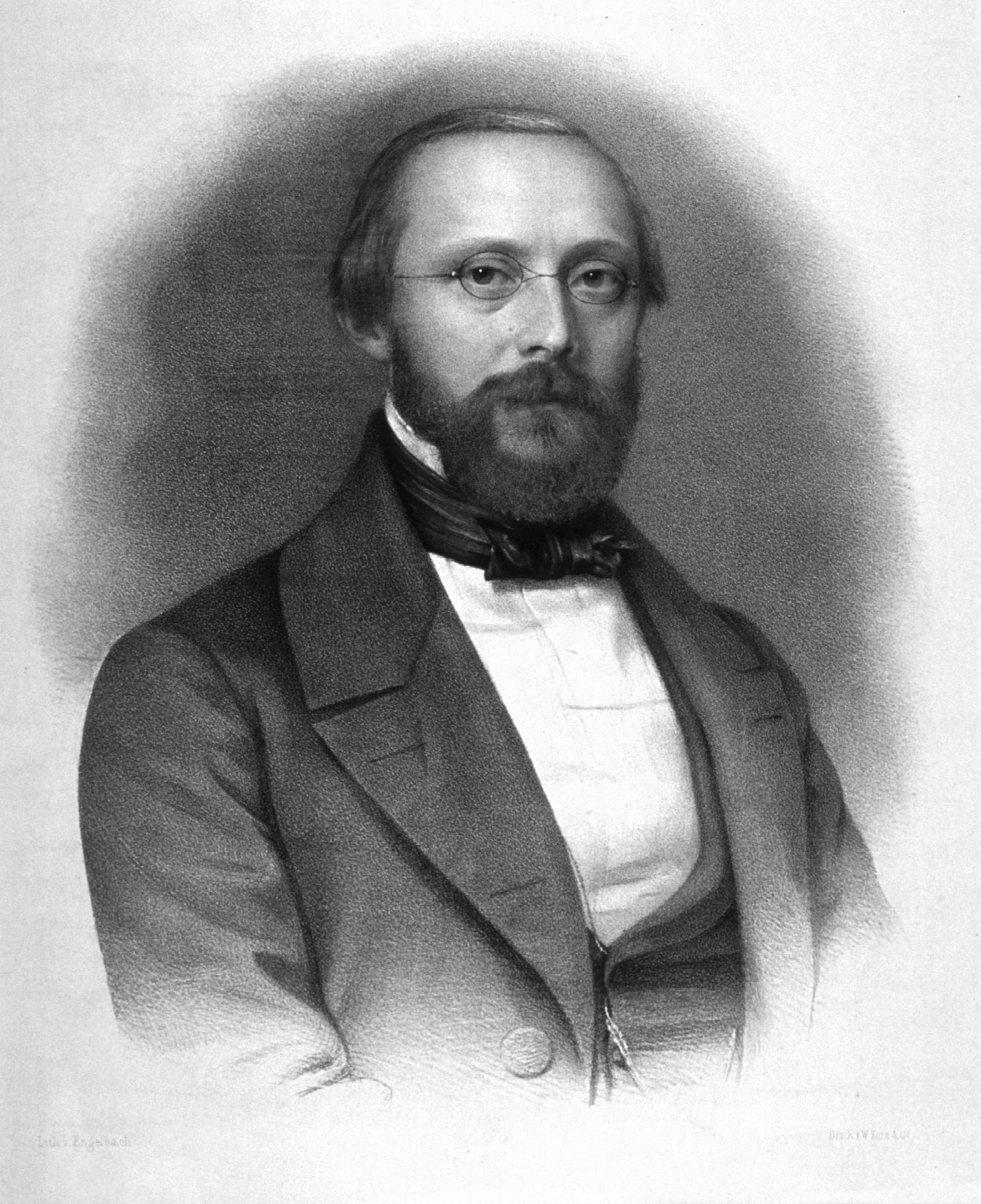
Rudolf Virchow

- Vequel-Westernach, Theodor von, Gutsbesitzer,
WK Schwaben 5 (Kaufbeuren, Mindelheim, Oberdorf, Füssen), Zentrum
- Virchow, Rudolf, Prof. Dr. med.,
WK Berlin 2 (Schöneberger Vorstadt, Friedrichsvorstadt, Tempelhofer Vorstadt, Friedrichstadt-Süd), Deutsche Fortschrittspartei
- Vogel, Karl, Regierungsrat,
WK Sachsen-Altenburg, Deutsche Reichspartei
- Vollmar, Georg von, Journalist,
WK Sachsen 15 (Mittweida, Frankenberg, Augustusburg), SAPD

## W

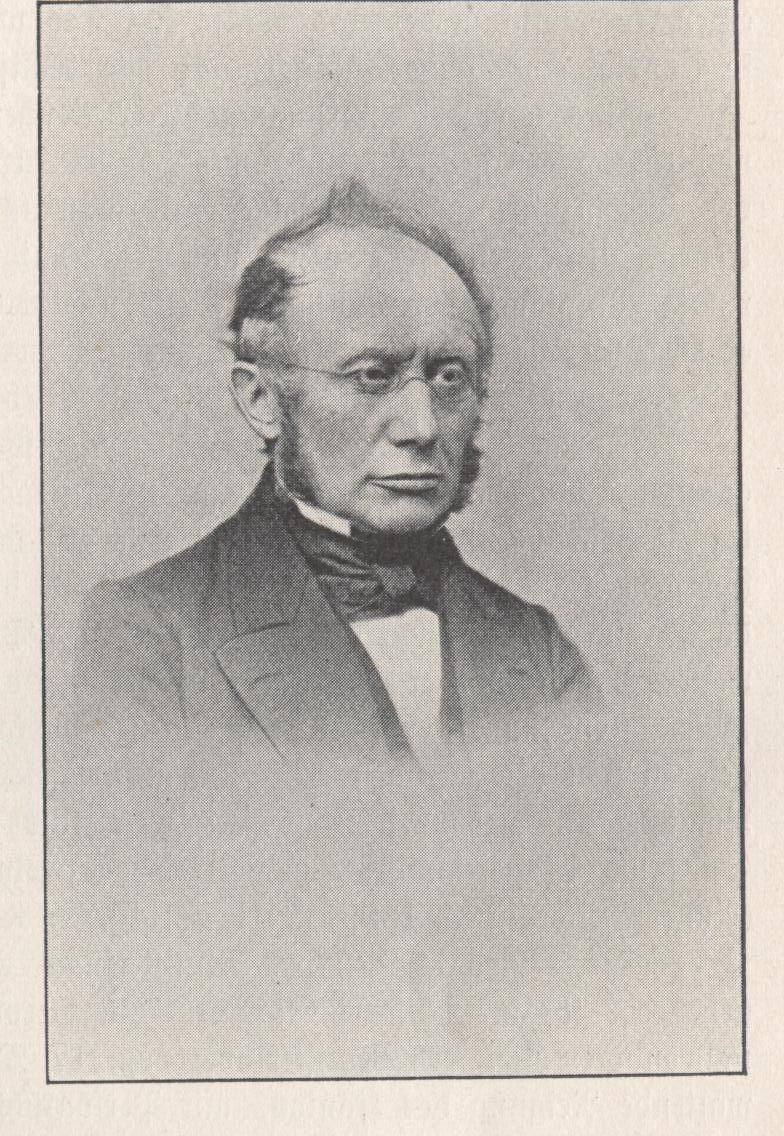
Ludwig Windthorst
Benedikt Winkelhofer
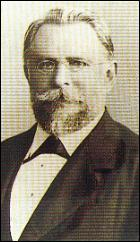
Friedrich Witte
Josef Witzlsperger

- Waldburg-Zeil, Constantin von, Attaché a. D.,
WK Württemberg 17 (Ravensburg, Tettnang, Saulgau, Riedlingen), Zentrum
- Waldow und Reitzenstein, Karl von, Kgl. Preußischer Kammerherr,
WK Frankfurt 5 (Oststernberg, Weststernberg), Deutschkonservative Partei
- Walter, Georg Ludwig August, Kaufmann,
WK Sachsen 10 (Döbeln, Nossen, Leisnig), Deutsche Fortschrittspartei
- Wander, Albert, Gutsbesitzer,
WK Gumbinnen 1 (Tilsit, Niederung), Deutsche Fortschrittspartei
- Wangenheim-Wake, Adolf von,
WK Hannover 16 (Lüneburg, Soltau, Winsen (Luhe)), Deutsch-Hannoversche Partei
- Warmuth, Joseph, Landwirt,
WK Unterfranken 5 (Schweinfurt, Haßfurt, Ebern), Liberale Vereinigung
- Weber, Max,
WK Braunschweig 3 (Holzminden, Gandersheim), Nationalliberale Partei
- Wedell-Malchow, Friedrich von, Rittergutsbesitzer,
WK Potsdam 4 (Prenzlau, Angermünde), Deutschkonservative Partei
- Wendel, Henri de, Hüttenbesitzer,
WK Elsaß-Lothringen 13 (Bolchen, Diedenhofen), Elsaß-Lothringer
- Wendt, Gustav, Lehrer in Hamburg,
WK Hannover 18 (Stade, Geestemünde, Bremervörde, Osterholz), Deutsche Fortschrittspartei
- Wendt, Carl Hubert Freiherr von, Rittergutsbesitzer,
WK Minden 5 (Höxter, Warburg), Zentrum
- Westermayer, Anton, Stadtpfarrer,
WK Oberbayern 2 München II (Isarvorstadt, Ludwigsvorstadt, Au, Haidhausen, Giesing, München-Land, Starnberg, Wolfratshausen), Zentrum
- Westphal, August, Gutspächter,
WK Schleswig-Holstein 10 (Herzogtum Lauenburg), Liberale Vereinigung
- Wichmann, Rudolph, Rittergutsbesitzer,
WK Königsberg 7 (Preußisch-Holland, Mohrungen), Deutschkonservative Partei
- Windthorst, Ludwig, Jurist,
WK Hannover 3 (Meppen, Lingen, Bentheim, Aschendorf, Hümmling), Zentrum
- Winkelhofer, Benedikt, Gutsbesitzer,
WK Niederbayern 4 (Pfarrkirchen, Eggenfelden, Griesbach), Zentrum
- Winterer, Landolin, Pfarrer in Mülhausen,
WK Elsaß-Lothringen 1 (Altkirch, Thann), Elsaß-Lothringer
- Witt, Nikolaus,
WK Frankfurt 8 (Sorau, Forst), Liberale Vereinigung
- Witte, Friedrich, Fabrikant,
WK Sachsen-Meiningen 2 (Sonneberg), Deutsche Fortschrittspartei (Nachwahl 1884)
- Witzlsperger, Josef, Magistratsrat und Landwirt in Cham,
WK Oberpfalz 4 (Neunburg, Waldmünchen, Cham, Roding), Zentrum
- Wölfel, Johannes Moritz, Rechtsanwalt und Notar,
WK Merseburg 3 (Bitterfeld, Delitzsch), Liberale Vereinigung
- Wöllwarth-Lauterburg, Georg von, Rittergutsbesitzer,
WK Württemberg 10 (Gmünd, Göppingen, Welzheim, Schorndorf), Deutsche Reichspartei
- Wrisberg, Ludolph von, Landdrost Schwerin,
WK Mecklenburg-Schwerin 1 (Hagenow, Grevesmühlen ), Deutschkonservative Partei

## Z

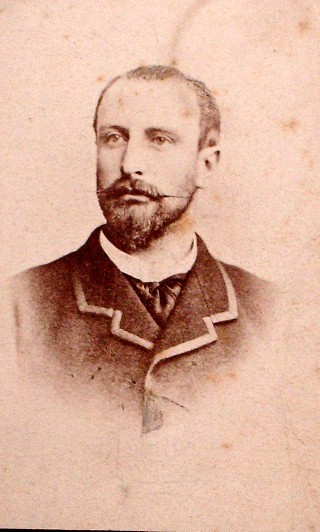
Hugo Freiherr Zorn von Bulach

- Zoltowski, Marzel von, Rittergutsbesitzer,
WK Posen 4 (Buk, Schmiegel, Kosten), Polnische Fraktion
- Zorn von Bulach, Hugo,
WK Elsaß-Lothringen 7 (Molsheim, Erstein), Elsaß-Lothringer